# Architettura a Malta
L'architettura maltese trae le sue origini nella preistoria e alcune delle più antiche strutture autoportanti sulla Terra, una serie di templi megalitici, si trovano a Malta. Le isole furono colonizzate dai Fenici e successivamente dai Romani, che fondarono le città di Melita e Gaulos. Sebbene questi fossero insediamenti considerevoli, ed è noto che avessero numerosi templi, chiese e palazzi, ad oggi sono sopravvissuti pochi resti al di là di alcuni frammenti architettonici.
Dopo la caduta dell'Impero romano d'Occidente, Malta divenne parte dell'Impero bizantino, prima di cadere sotto gli Arabi nell'870. Di fatto nessun esempio di architettura bizantina o araba è sopravvissuto, sebbene gli arabi abbiano lasciato un'influenza significativa sull'architettura vernacolare maltese che è rimasta popolare nei secoli successivi. Malta divenne parte della Contea e successivamente del Regno di Sicilia nel 1091, e l'architettura normanna e gli altri stili europei furono introdotti nell'isola. Sono sopravvissuti relativamente pochi esempi di architettura medievale, compresi alcuni edifici a Mdina e la Cittadella di Gozo, nonché diverse cappelle nella campagna maltese.
L'architettura maltese fiorì quando le isole furono sotto il dominio dell'Ordine di San Giovanni dal 1530 al 1798. Gli Ospitalieri introdussero a Malta l'architettura rinascimentale a metà del XVI secolo, con lo stile barocco che divenne popolare circa un secolo dopo. I due secoli e mezzo di governo degli Ospitalieri videro la creazione di nuovi insediamenti (in primis la capitale La Valletta) e la costruzione di numerose chiese, palazzi ed edifici pubblici. L'Ordine costruì anche fortificazioni e bastioni intorno alle principali città, oltre a una serie di difese costiere e interne.
Dopo che Malta divenne parte dell'Impero britannico nel 1800, furono introdotte l'architettura neoclassica e neogotica, che erano gli stili predominanti del XIX secolo. Diversi stili influenzarono l'architettura maltese nella prima metà del XX secolo, tra cui l'Art Nouveau, l'Art déco, il futurismo italiano, il razionalismo e il modernismo. Malta conobbe un boom edilizio dopo la seconda guerra mondiale, che aumentò dopo l'indipendenza nel 1964. Lo stile modernista rimase popolare, ma furono introdotti anche nuove tipologie come il regionalismo critico.

## Architettura preistorica

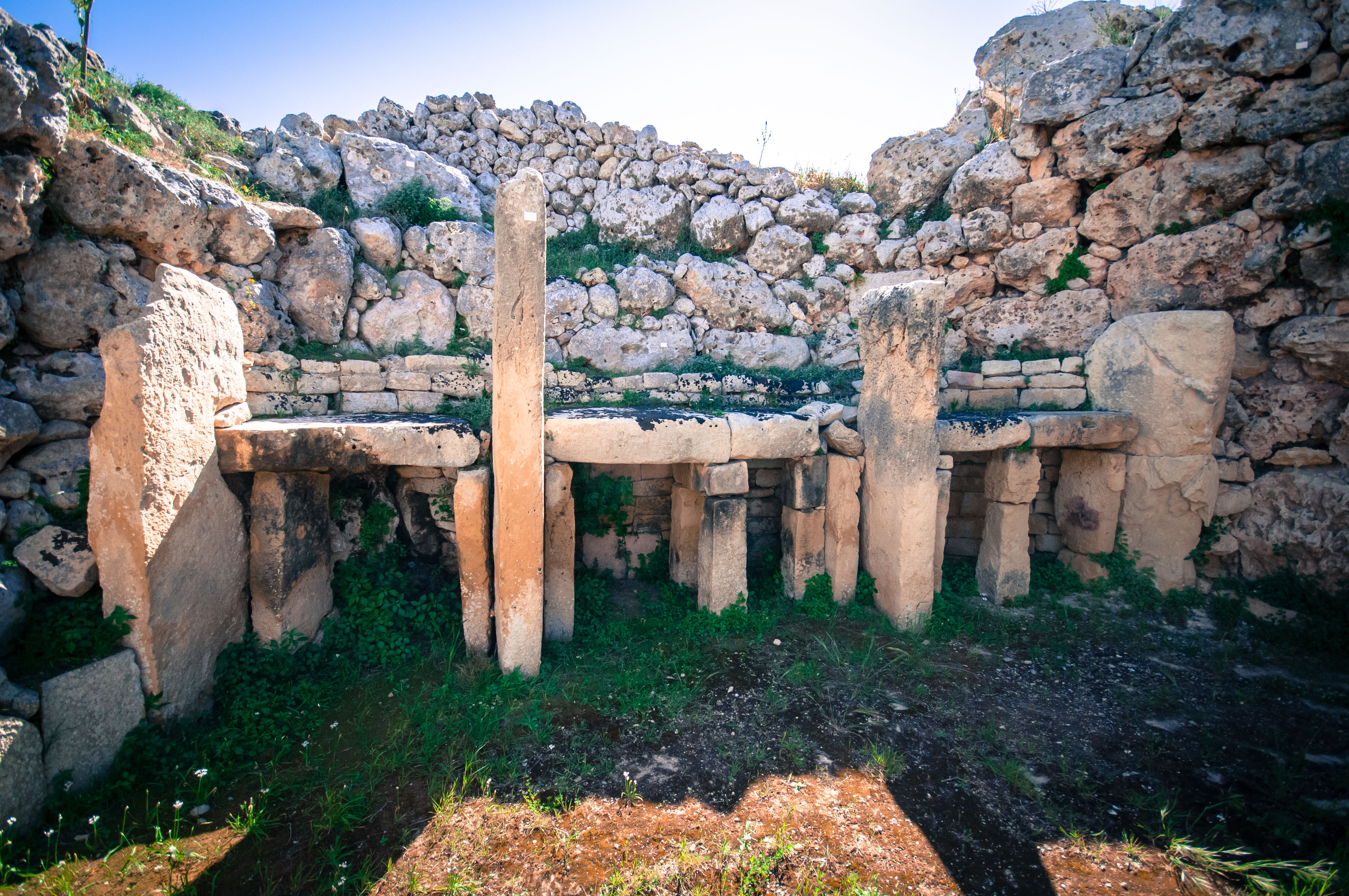
Gigantia

I templi di Ġgantija (due siti) sono stati inseriti nell'elenco dei patrimoni dell'umanità dell'UNESCO nel 1980. Nel 1992, il Comitato dell'UNESCO ha ulteriormente esteso l'elenco esistente per includere altri cinque siti di templi megalitici. Questi sono l'Ħaġar Qim (a Qrendi ), Mnajdra (a Qrendi), i templi di Ta' Ħaġrat (a Mġarr), i templi di Skorba (a Żebbiegħ) e i templi di Tarxien (a Tarxien). Al giorno d'oggi, i siti sono gestiti da Heritage Malta, mentre la proprietà delle terre circostanti varia da sito a sito. Oltre a questi, ci sono altri templi megalitici a Malta che non sono inclusi nella lista del patrimonio mondiale dell'UNESCO.

## Architettura romana

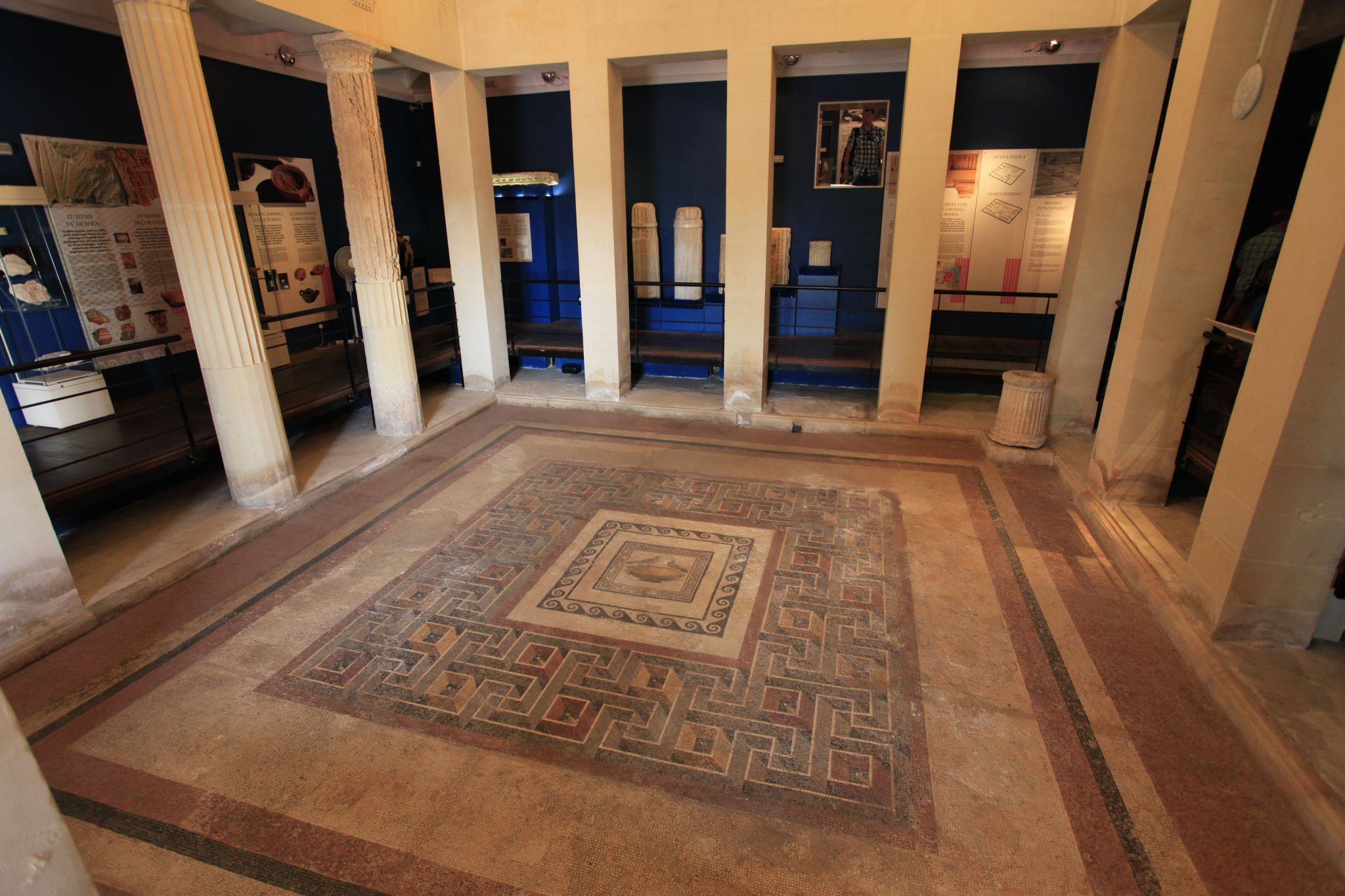
Il mosaico del peristilio della Domvs Romana di Rabat.

La Domus Romana è una casa in rovina di epoca romana situata al confine tra Mdina e Rabat, Malta. Fu costruita nel I secolo a.C. come residenza aristocratica (domus) all'interno della città romana di Melita.

## Architettura medievale
- Cappella dell'Annunciazione, Victoria
- Cappella di San Mikiel Is-Sanċir
- Cappella di San Basilio, Mqabba
- Cappella dell'Annunciazione, Żurrieq
- Cittadella (Gozo)
- Cappella del nostro Salvatore, Żejtun
- Palazzo Falson
- Chiesa Vecchia di Santa Caterina, Żejtun
- Cappella di San Matteo (Iż-Żgħir)
- Cappella di Santa Cecilia
- Cappella di San Bartolomeo, Rabat
- Cappella di Santa Maria Maddalena, Dingli
- Cappella di Santa Maria, Gudia
- Chiesa di Tal-Virtù

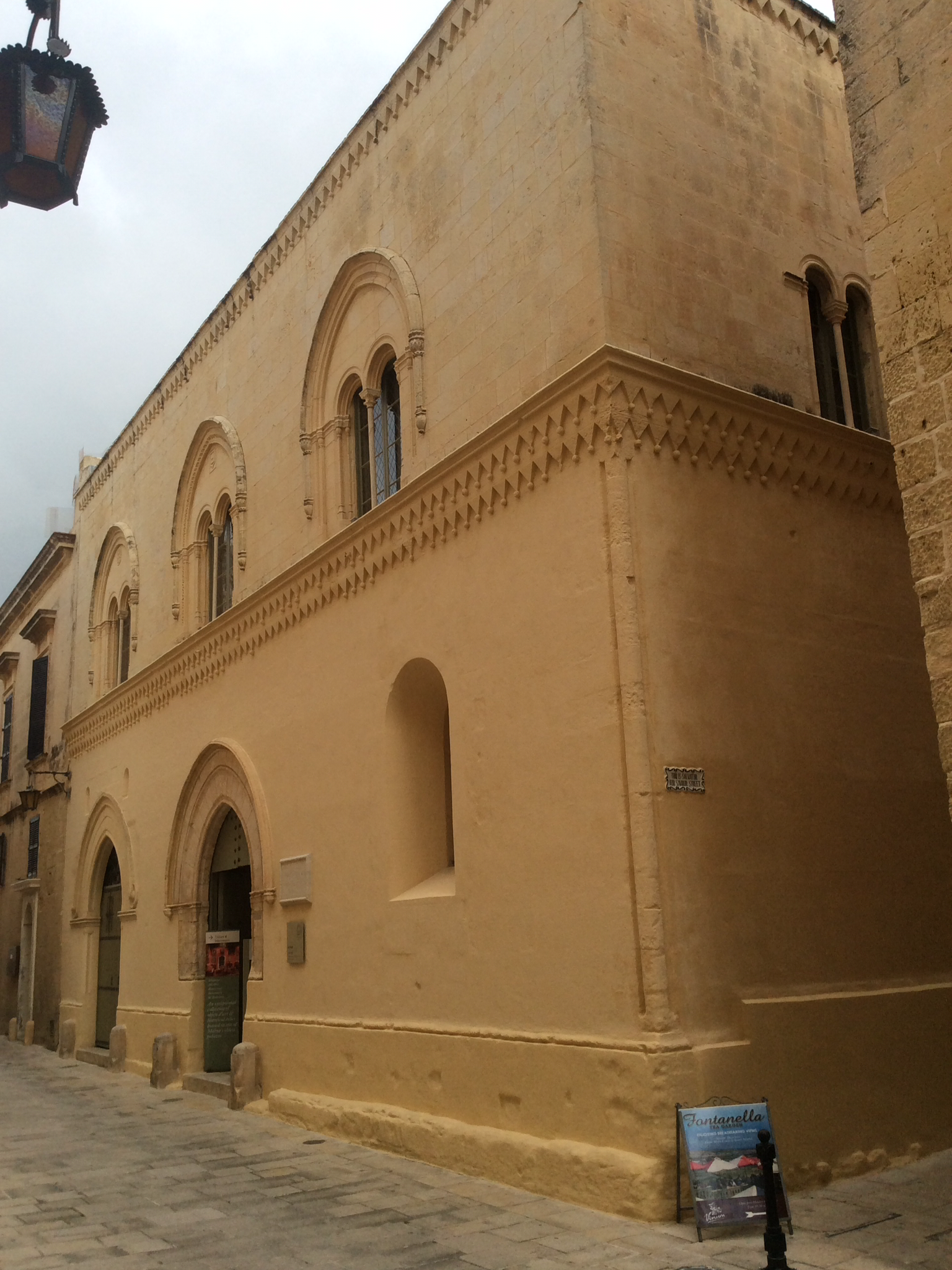
Palazzo Falson (1495)
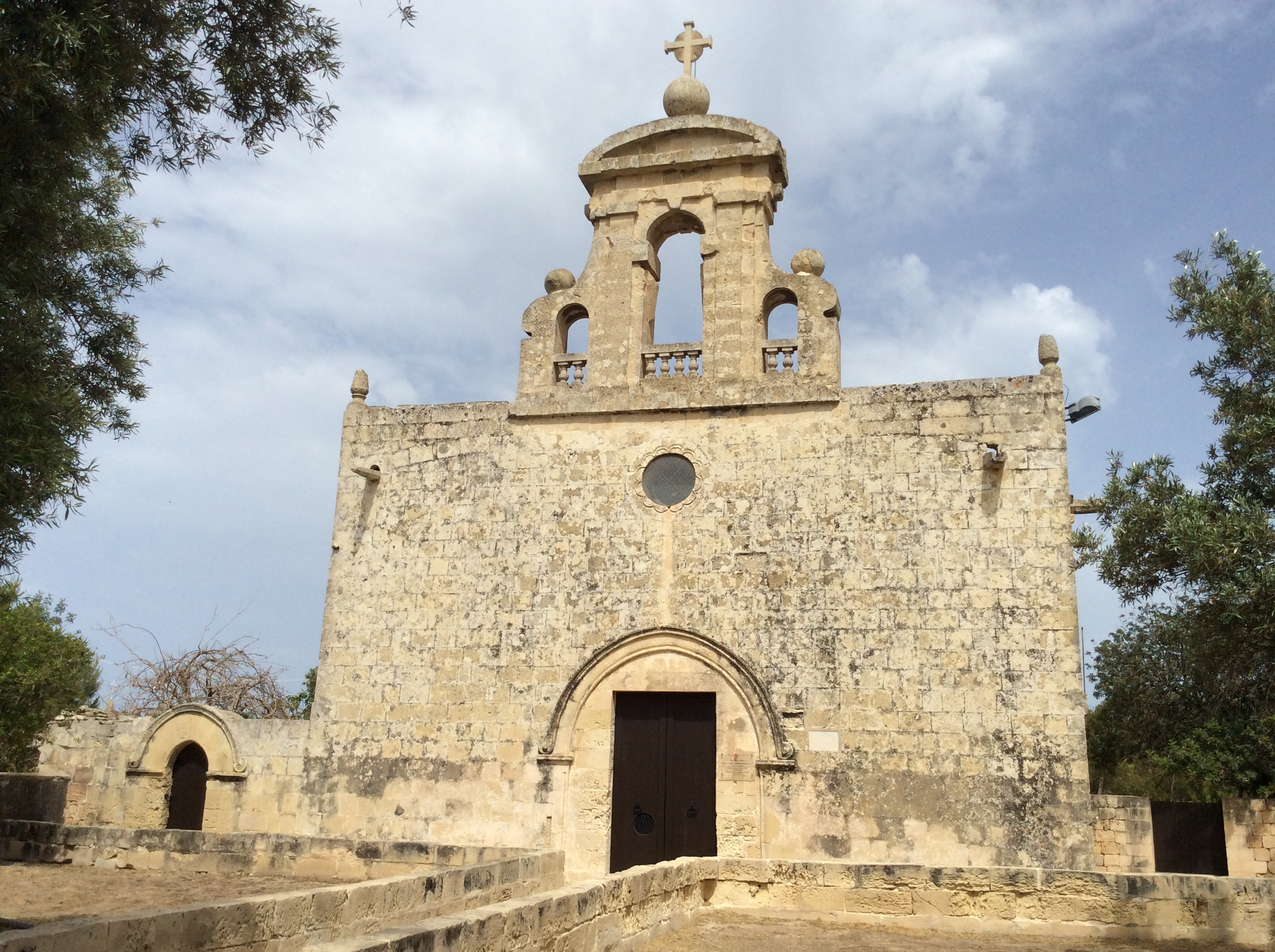
Cappella di Santa Maria, Bir Miftuħ
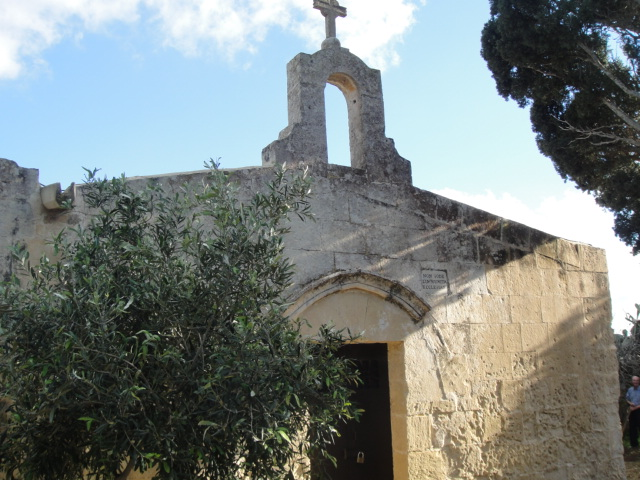
Cappella dell'Annunciazione, Żurrieq (Kappella tal-Lunzjata)
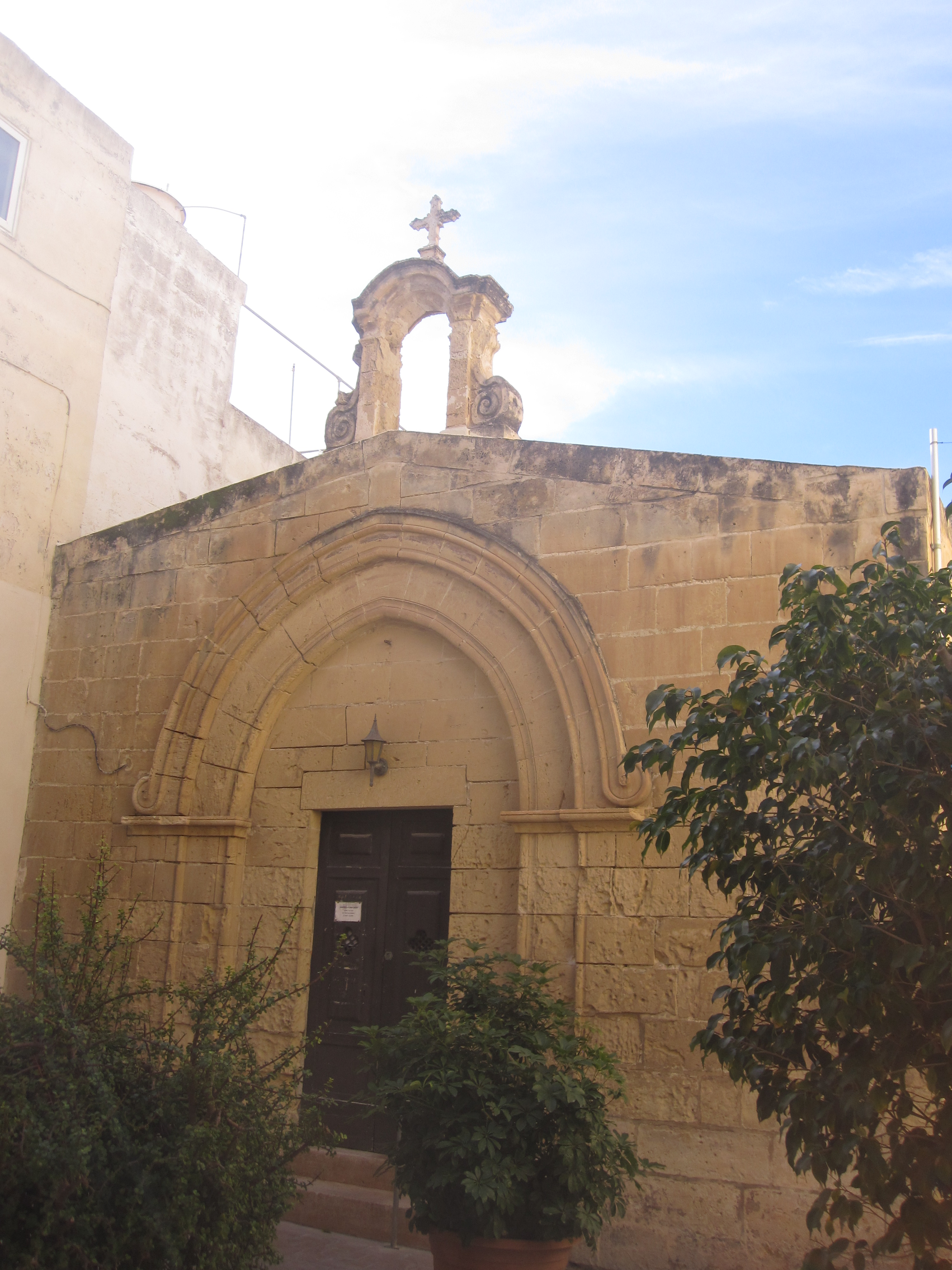
Cappella di San Bartolomeo, Rabat
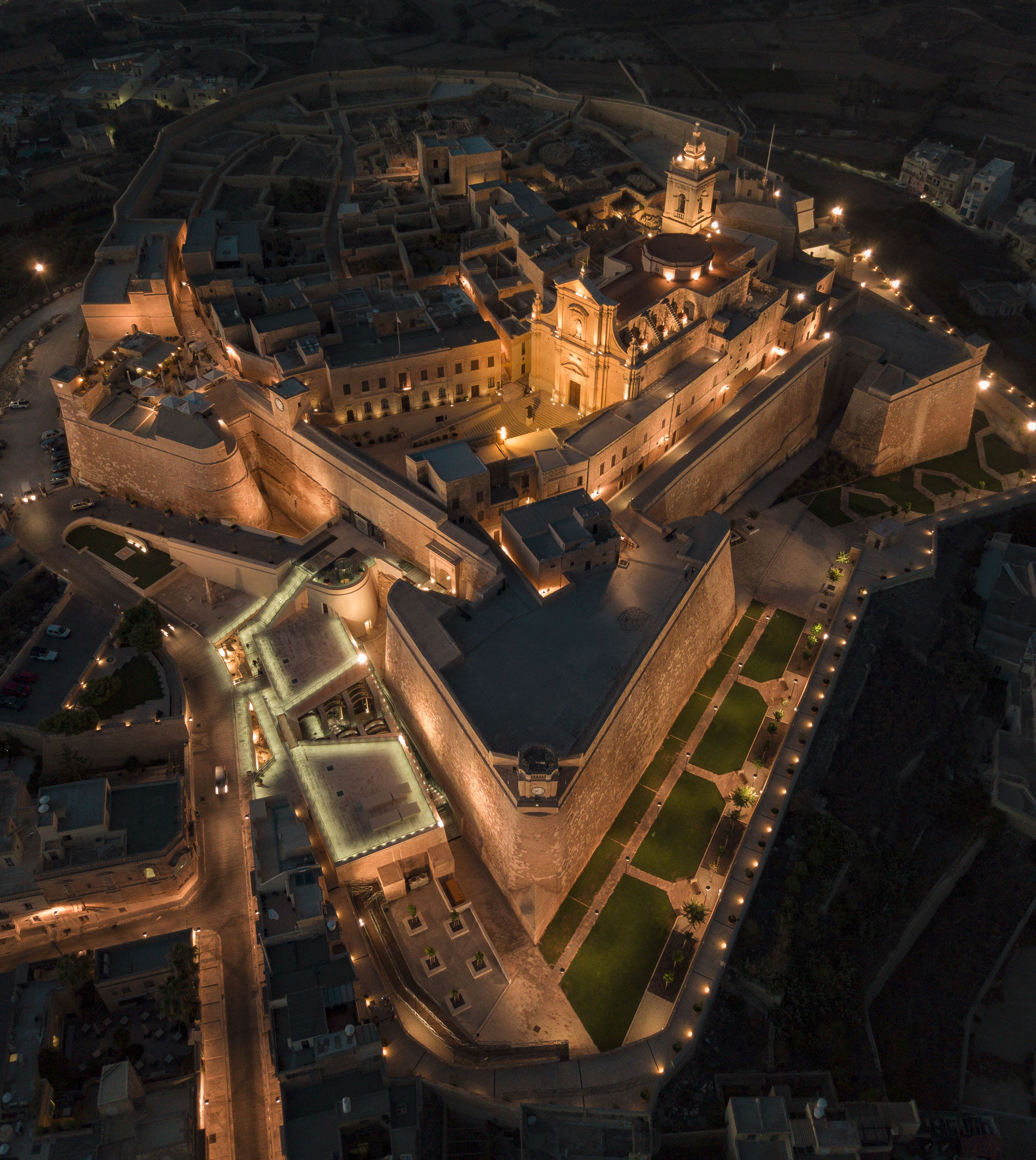
Veduta aerea notturna della Cittadella (Gozo) nel 2017, che mostra i bastioni dell'era dei Ospitalieri

## Architettura barocca maltese

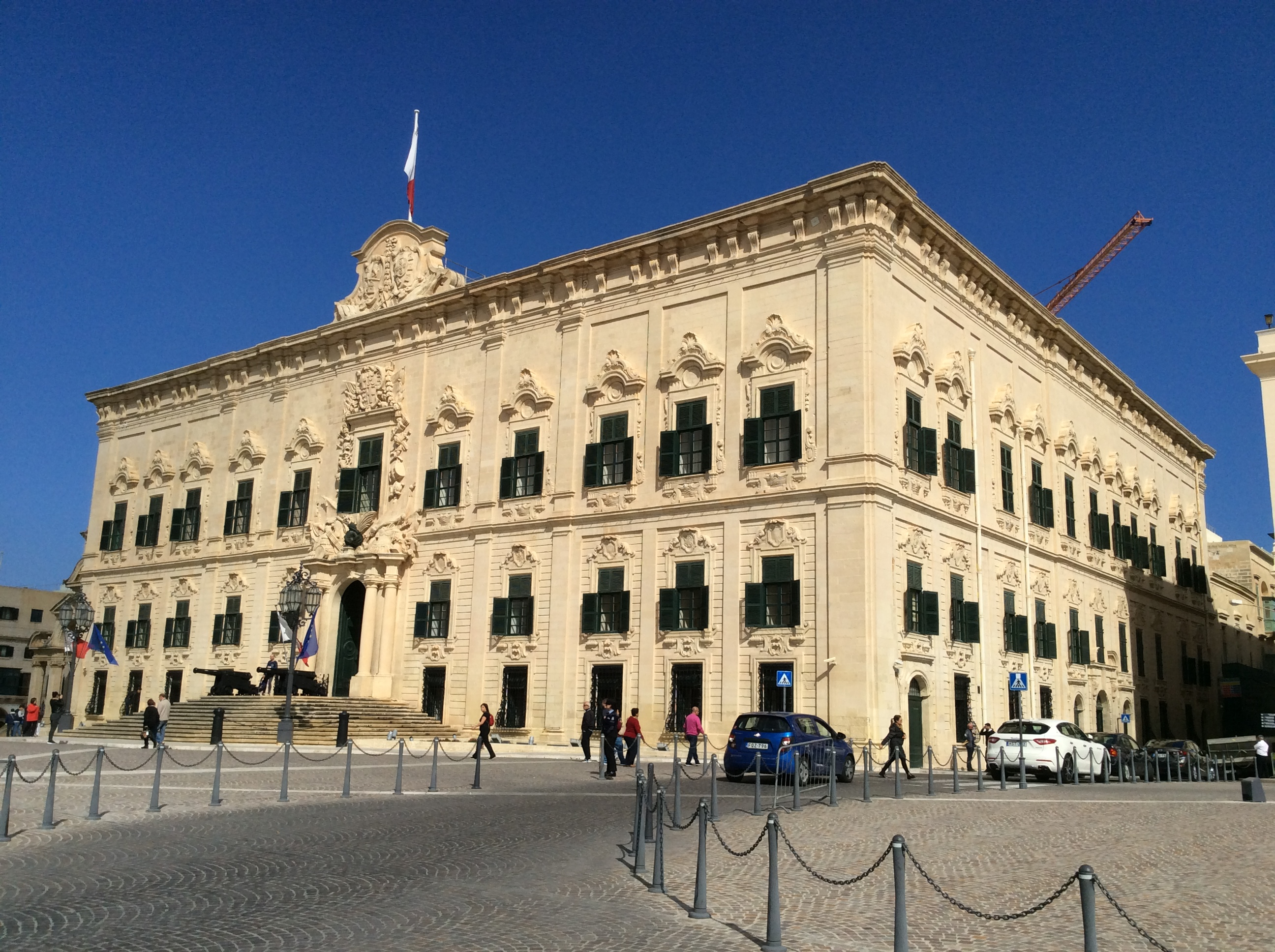
Auberge de Castille, progettato da Andrea Belli nel 1741-1745

Il barocco maltese è la forma di architettura barocca che si sviluppò a Malta durante il XVII e il XVIII secolo, quando le isole erano sotto il dominio dell'Ordine di San Giovanni. Lo stile barocco fu introdotto a Malta all'inizio del XVII secolo, forse dall'ingegnere bolognese Bontadino de Bontadini durante la costruzione dell'acquedotto Wignacourt. Lo stile divenne popolare tra la metà e la fine del XVII secolo e raggiunse il suo apice durante il XVIII secolo, quando furono costruite strutture monumentali barocche come l'Auberge de Castille.
Lo stile barocco iniziò a essere sostituito dall'architettura neoclassica e da altri stili all'inizio del XIX secolo, quando Malta fu sotto il dominio britannico. Nonostante ciò, gli elementi barocchi continuarono a influenzare l'architettura tradizionale maltese e molte chiese continuarono a essere costruite in stile barocco per tutto il XIX e XX secolo e, in misura minore, nel XXI secolo.
- Casa dell'Ammiragliato, La Valletta
- Palazzo Nasciaro, Naxxar
- Corte Capitanale, Mdina
- Palazzo Vilhena, Mdina
- Banca Giuratale, Mdina

## Architettura del XIX secolo

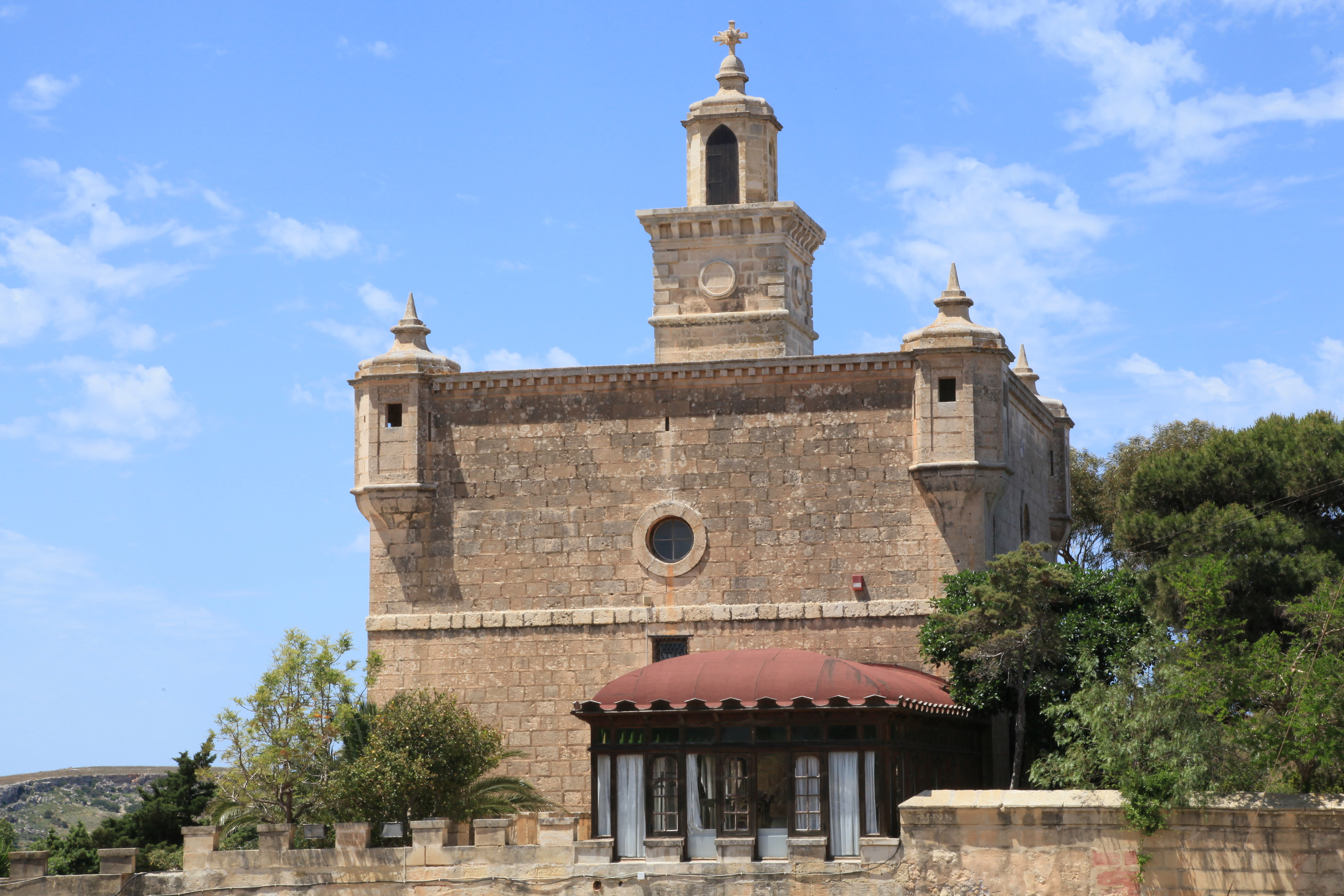
Castello Zammitello a Mgarr

### Architettura vittoriana
- Is-Suq tal-Belt
- Palazzo Zammitello
- City Gate

### Architettura neoclassica

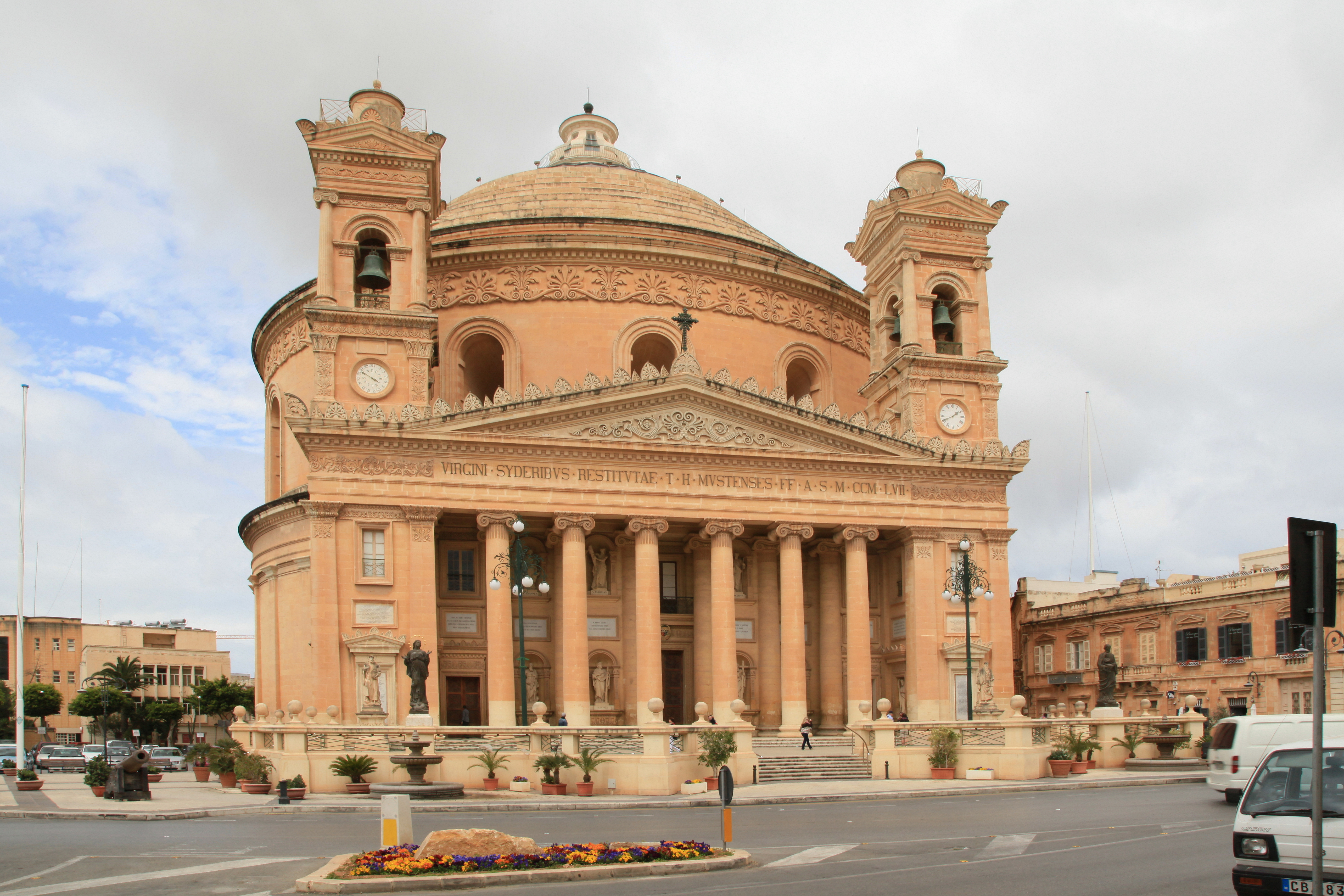
La Rotonda di Mosta, costruita tra il 1833 e il 1860

L'architettura neoclassica fu introdotta a Malta alla fine del XVIII secolo, durante gli ultimi anni del governo degli Ospitalieri. I primi esempi includono la Biblioteca (1786), l'Arco De Rohan (1798) e la Porta Hompesch (1801). Tuttavia, l'architettura neoclassica divenne popolare a Malta solo dopo l'instaurazione del dominio britannico all'inizio del XIX secolo. Nel 1814 fu aggiunto un portico neoclassico decorato con lo stemma britannico all'edificio della Guardia Principale in modo da fungere da simbolo della Malta britannica. Altri edifici neoclassici del XIX secolo includono il Monumento ad Alexander Ball (1810), RNH Bighi (1832), la Cattedrale di San Paolo (1844), la Rotonda di Mosta (1860) e l'ormai distrutto Teatro Reale (1866).
Il neoclassicismo lasciò il posto ad altri stili architettonici verso la fine del XIX secolo. Furono pochi gli edifici costruiti in stile neoclassico durante il XX secolo, come il museo Domus Romana (1922), e l'edificio della Corte di giustizia a La Valletta (1965-1971) e La Borsa.

### Architettura neoromanica

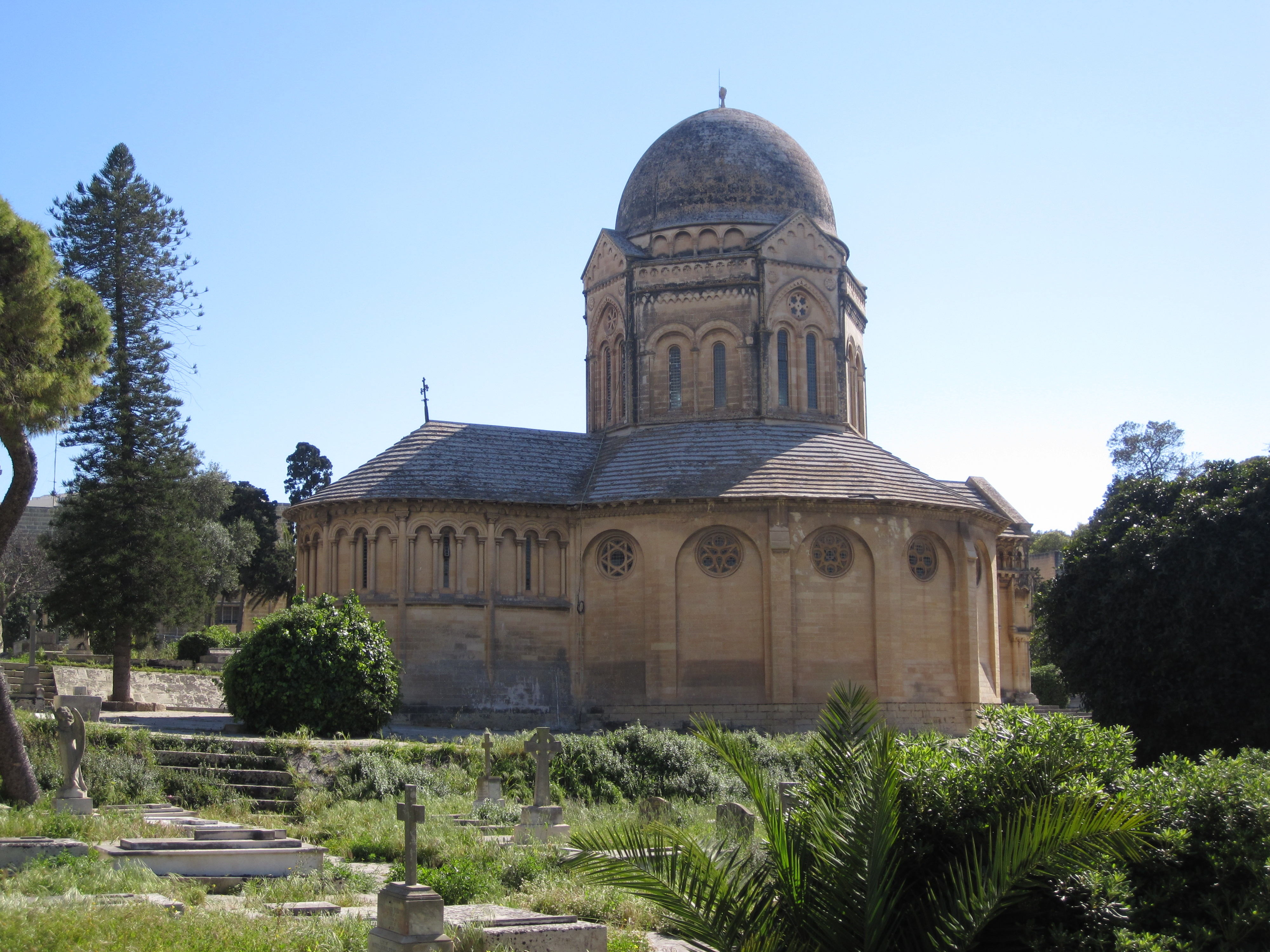
Cappella del cimitero di Ta' Braxia

- Cappella commemorativa di Lady Rachel Hamilton-Gordon
- Chiesa parrocchiale di Santa Venera
- Ta' Pinu

### Architettura neogotica
- Cimitero dell'Addolorata, Paola
- Palazzo Ferreria
- Forte Sliema
- Villa Sant'Ignazio
- Chiesa del Carmelo, Balluta

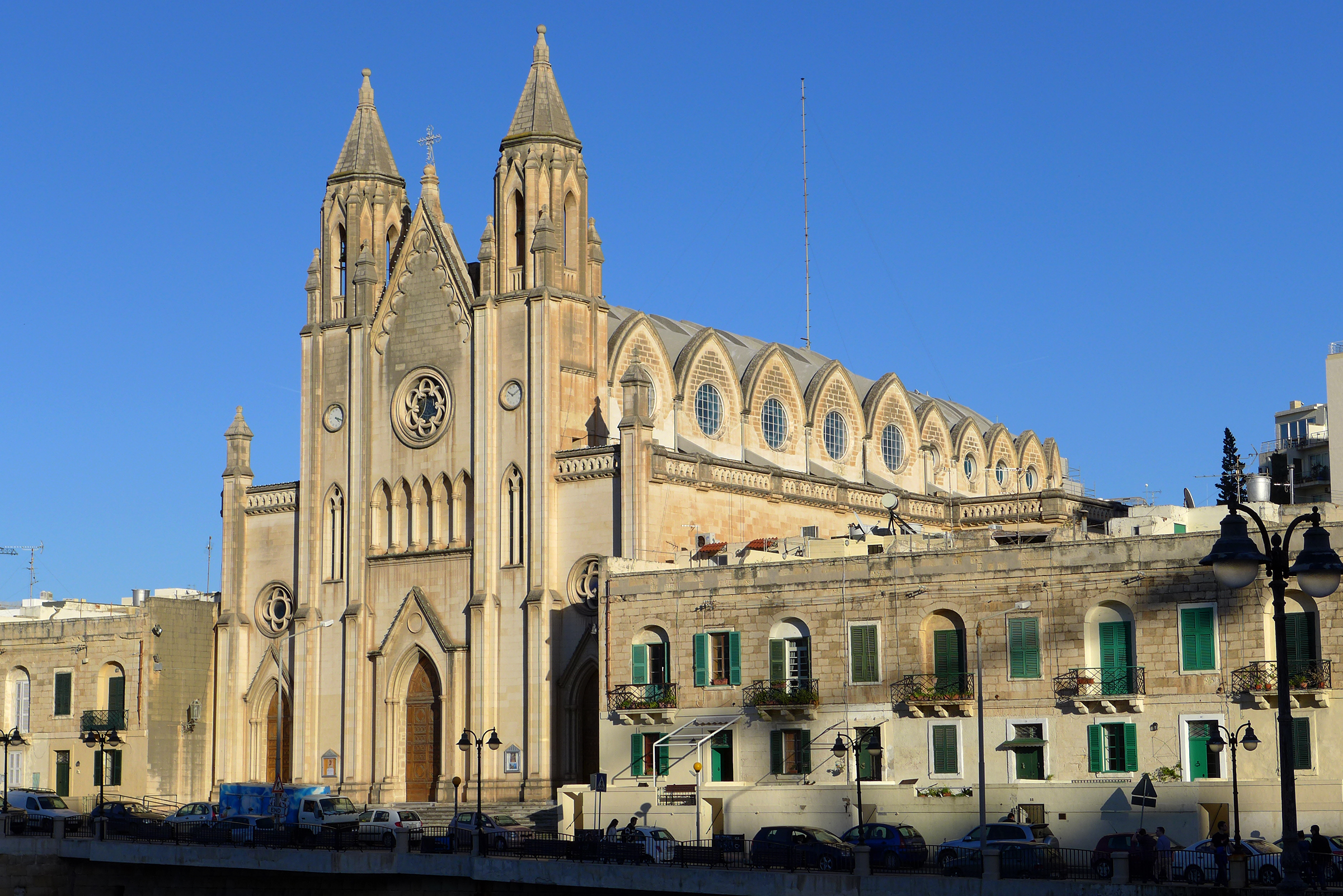
Chiesa del Carmelo a Balluta di Gustavo R. Vincenti

- Chiesa della Santissima Trinità, Sliema
- Cappella commemorativa di Lady Rachel Hamilton-Gordon
- Chiesa parrocchiale di Nostra Signora di Loreto
- Chiesa parrocchiale di San Gaetano, Ħamrun
- Robert Samut Hall
- Chiesa scozzese di Sant'Andrea
- Casa Gourgion

### Neorinascimentale
- Aedes Danielis

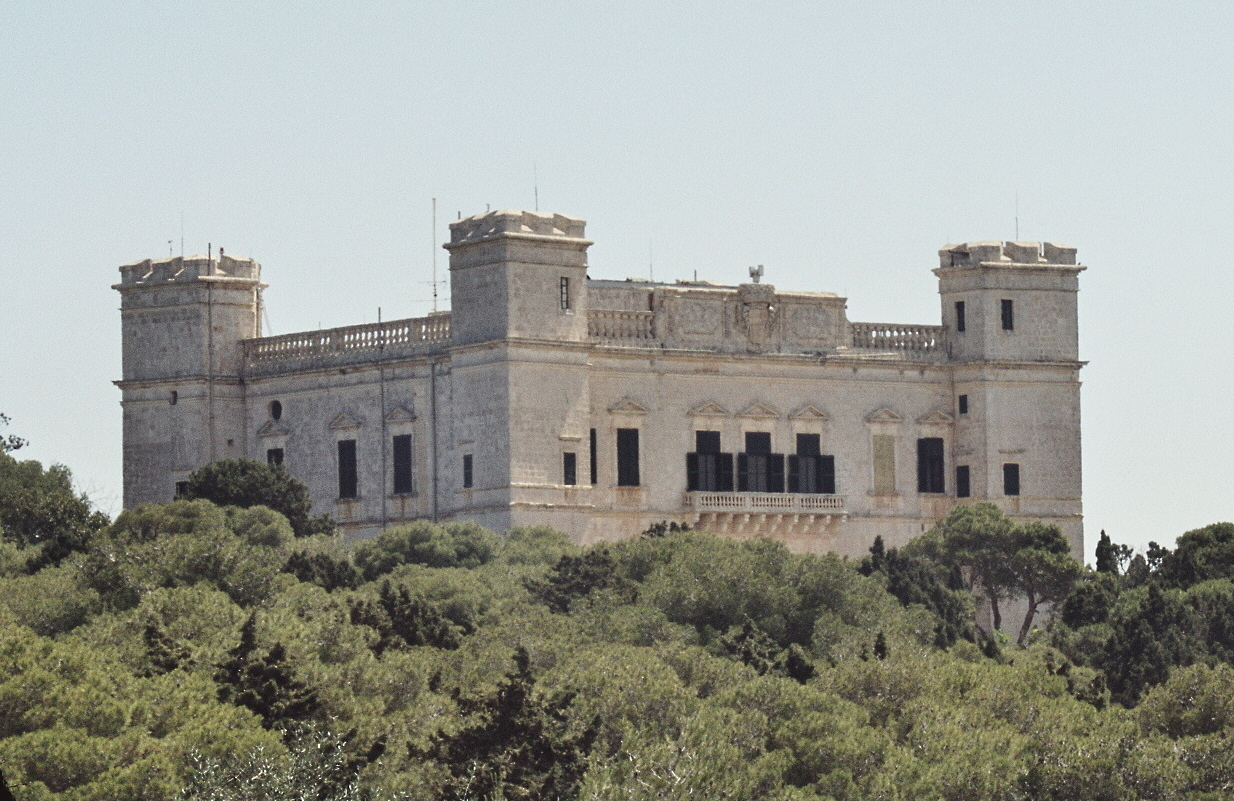
Palazzo Verdala

- Vecchio edificio universitario, Valletta
- Chiesa parrocchiale di Nostra Signora delle Grazie, Żabbar
- Chiesa parrocchiale di S. Maria, Attard
- Chiesa parrocchiale di Santa Maria, Birkirkara
- Chiesa Vecchia di Santa Caterina, Żejtun
- Santuario di Nostra Signora di Mellieħa
- Palazzo Verdala

### Architettura rinascimentale neo-moresca

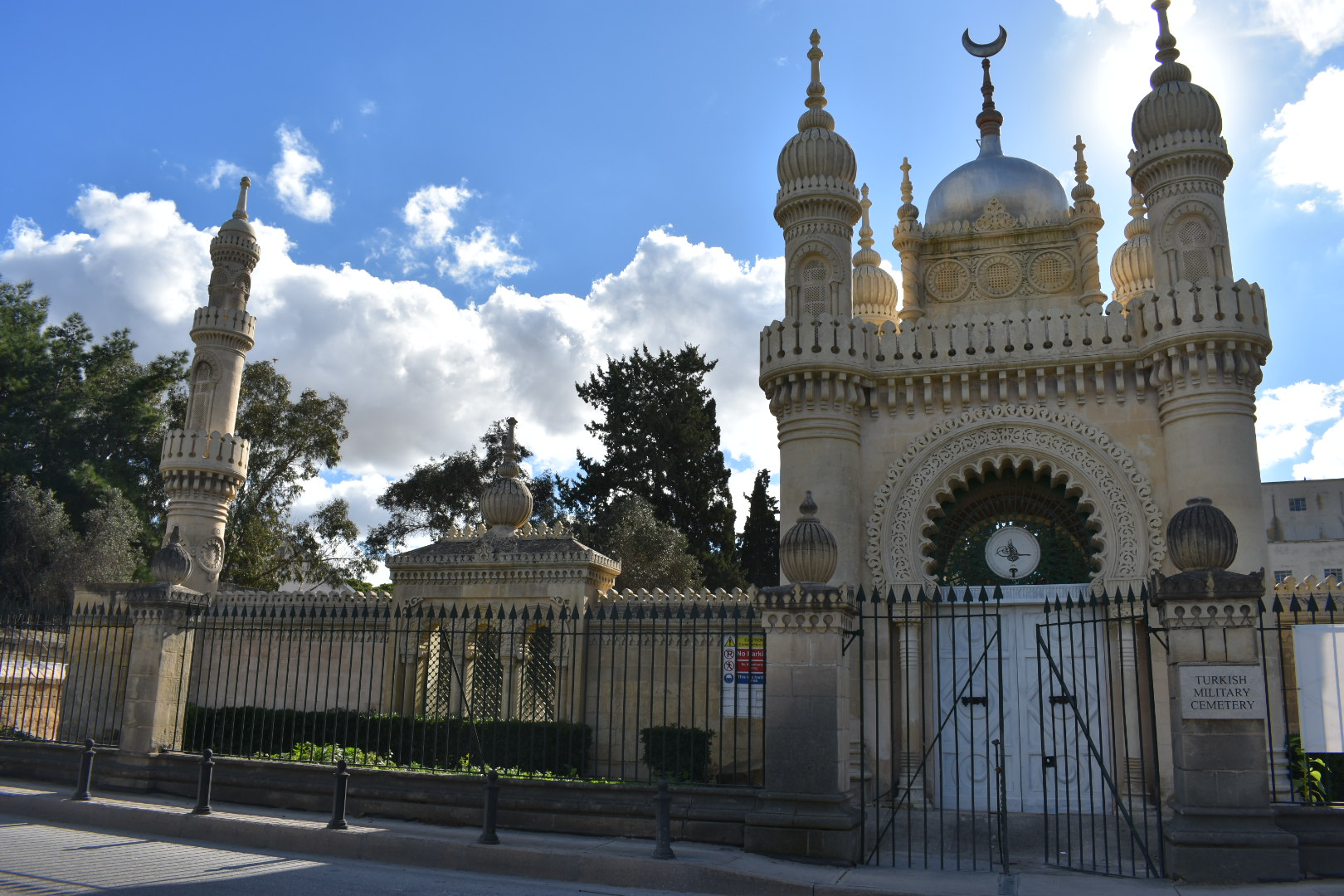
Cimitero militare turco di Emanuele Luigi Galizia

- Cimitero militare turco di Emanuele Luigi Galizia (1830-1907)
- Villa Alhambra, Sliema di Emanuele Luigi Galizia (1830-1907)

### Eclettismo
- Casino Notabile di Webster Paulson (Architettura Beaux-Arts), 1888

## Architettura del XX secolo

### Architettura Art Nouveau / Art Déco

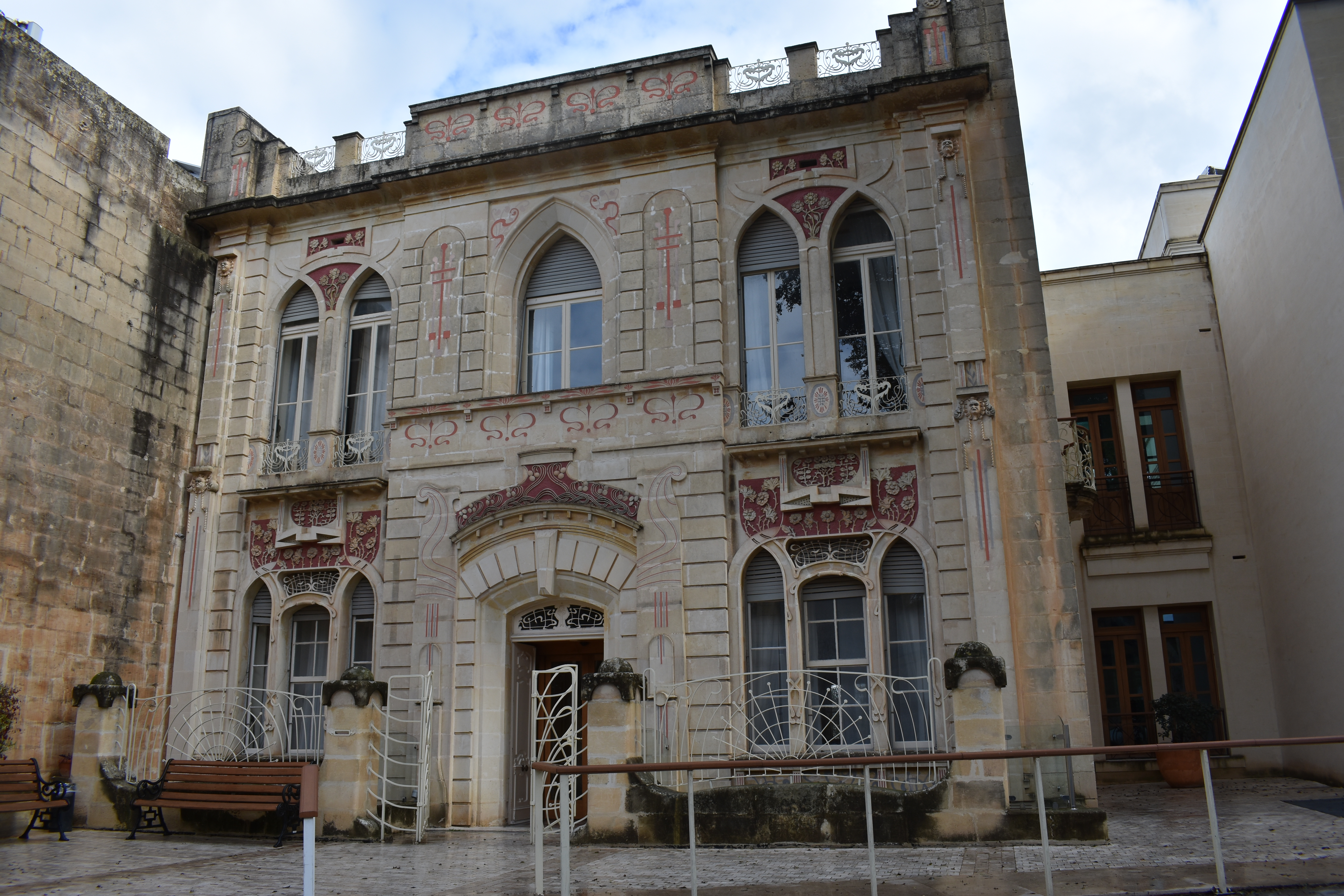
Villa RoseVille in Attard, di Alessandro Manara (1912) ed Emanuele Borg (1921)
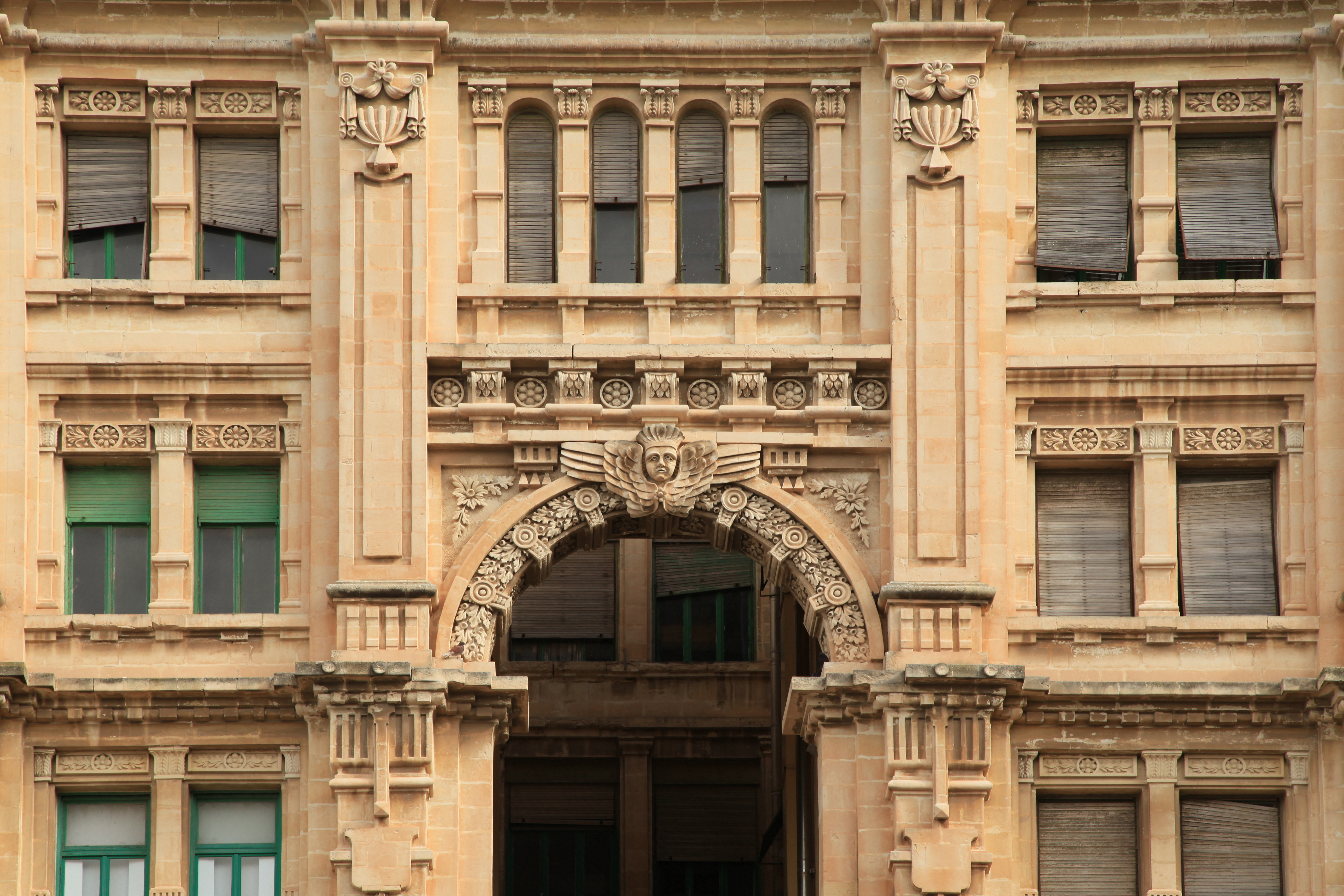
Edificio a Balluta di Giuseppe Psaila, 1928
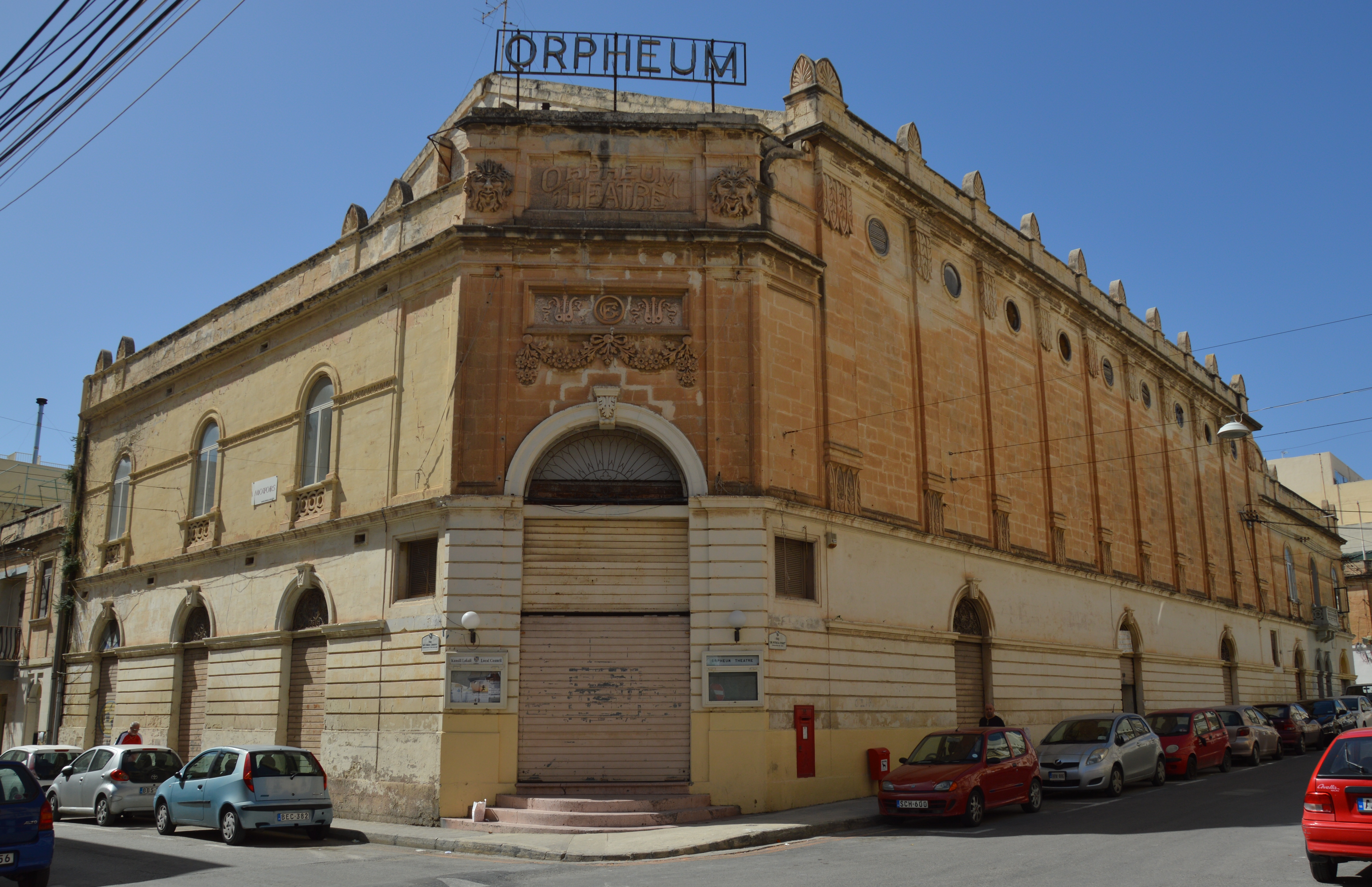
Teatro Orpheum a Gżira, di Harold J. Borg, 1932, stile Art Nouveau spagnolo
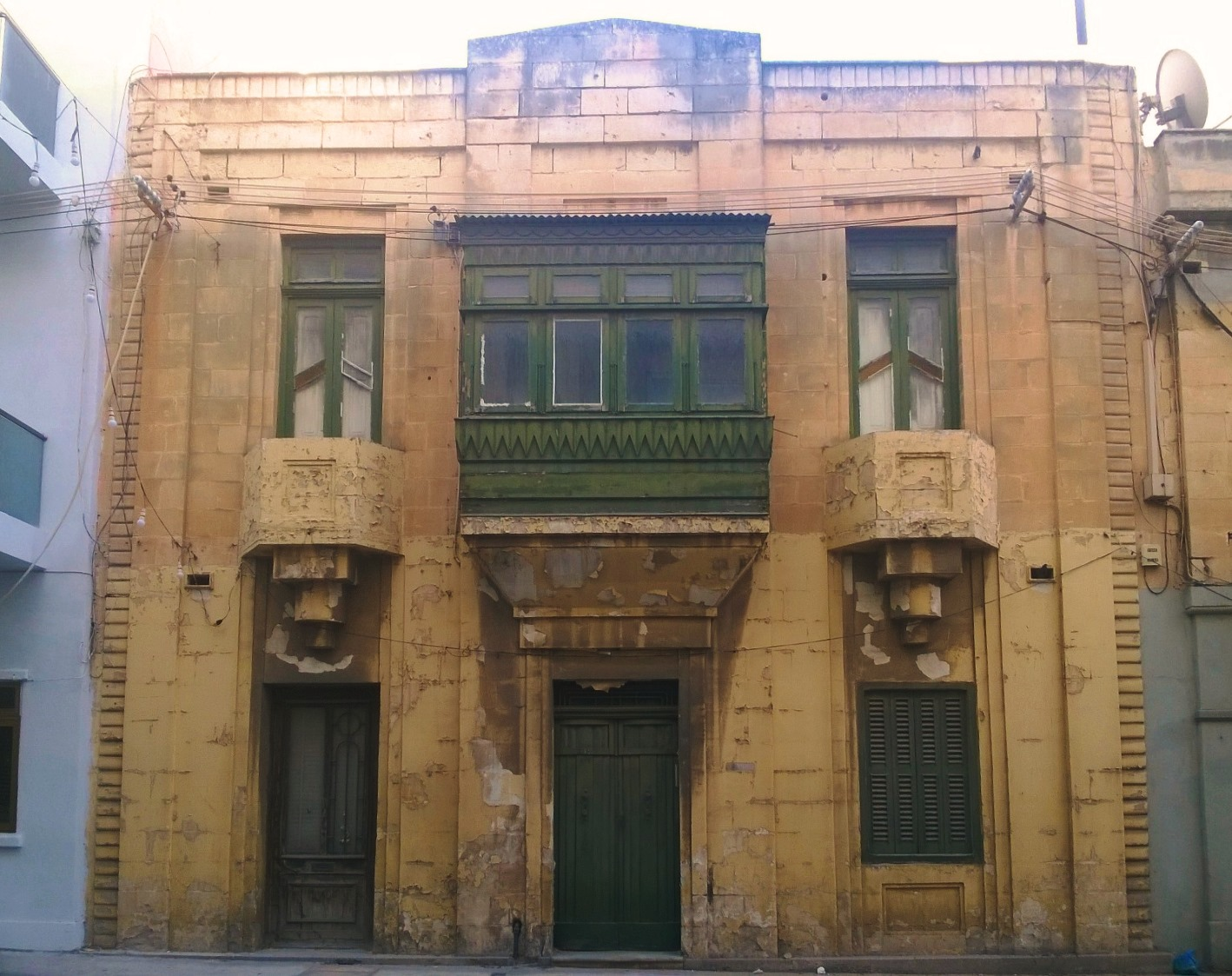
Residenza privata di Joseph Colombo a Gżira. La tradizionale casa a schiera è stata reinterpretata in stile modernista utilizzando forti motivi geometrici.
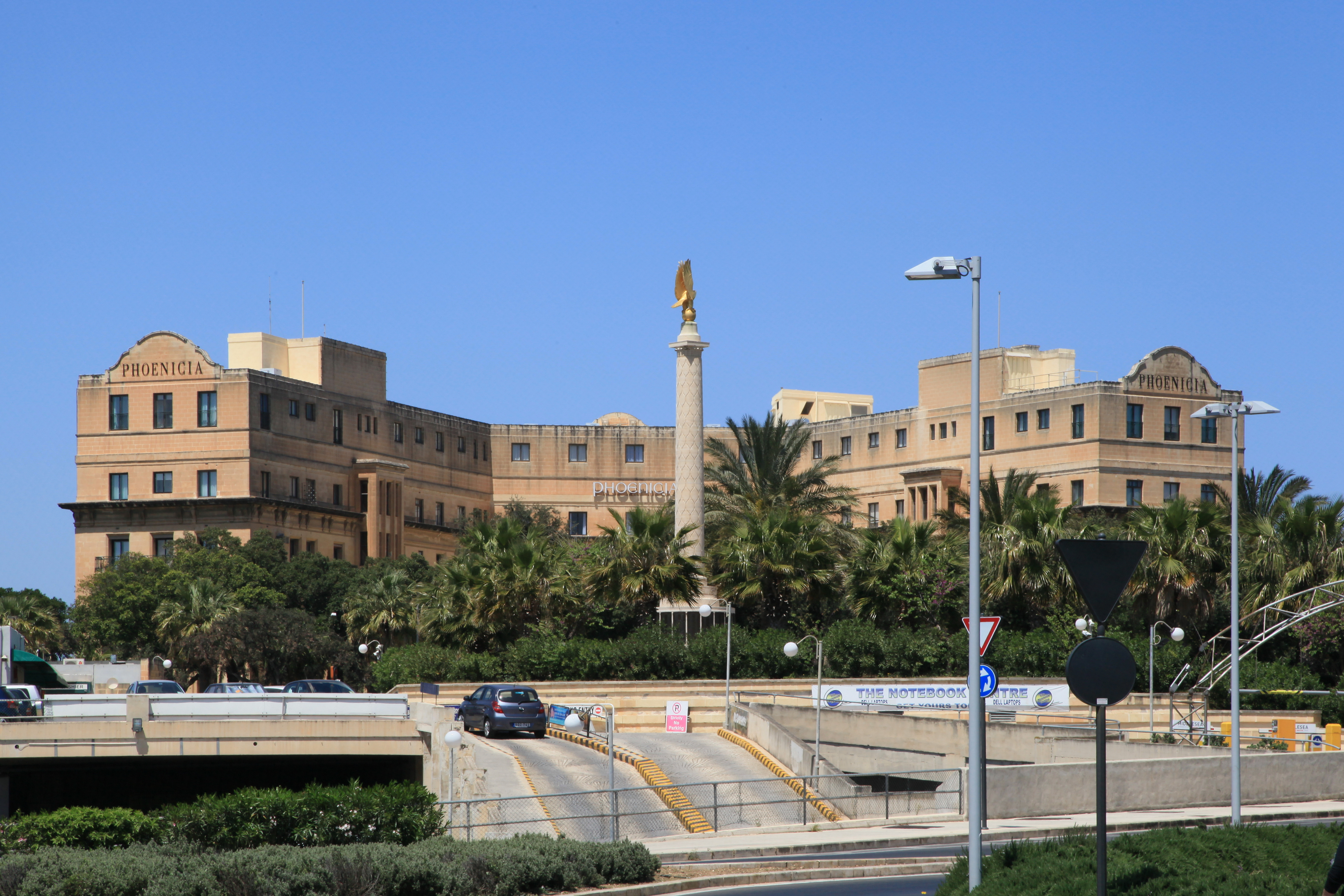
Hotel Fenicia a Floriana, di William Binnie, 1936-39
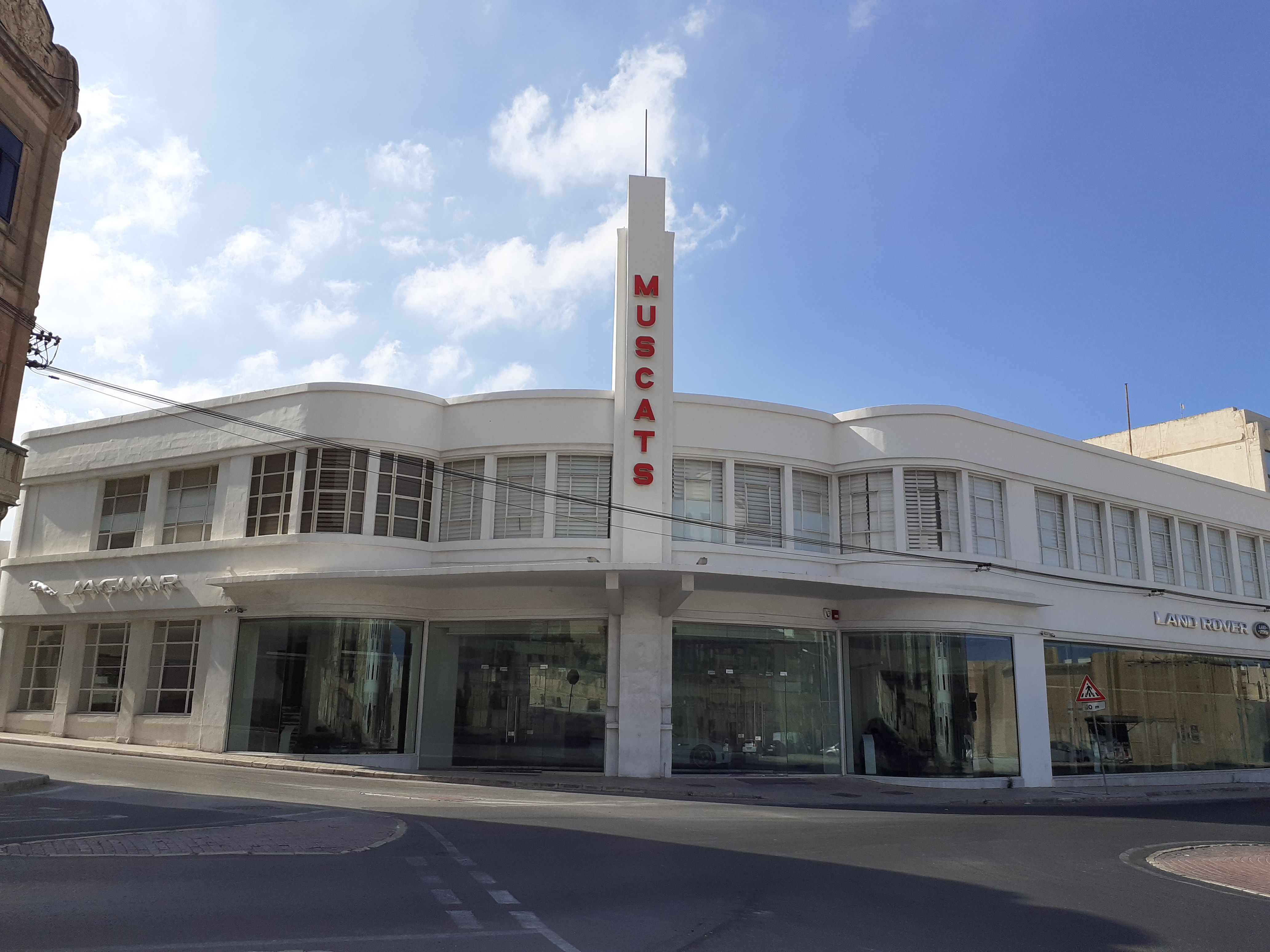
Muscats Motors in Gżira di Joseph Colombo, 1945, stile Streamline Moderno

### Architettura modernista

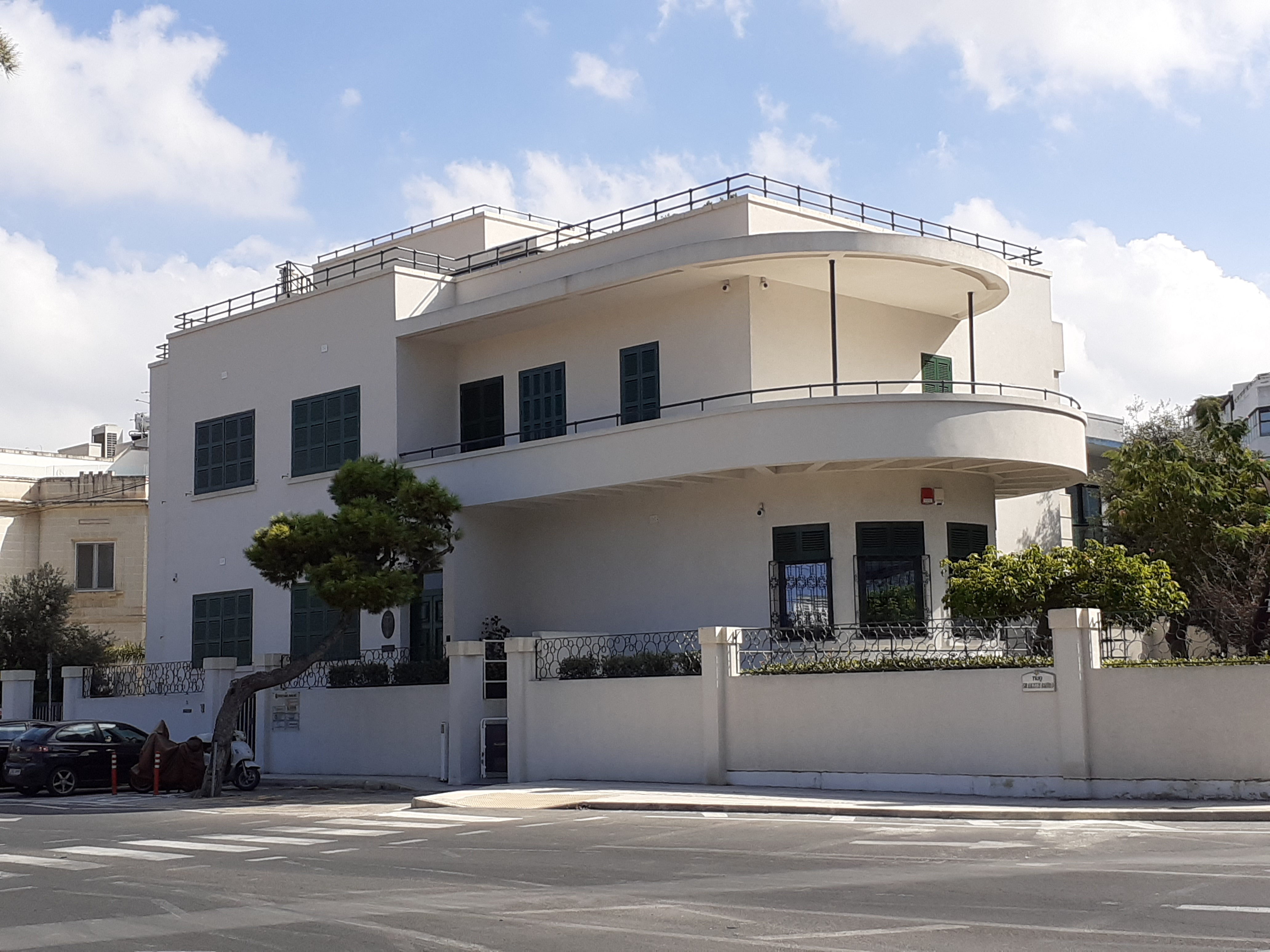
Villino Ellul a Ta' Xbiex di Salvatore Ellul, 1937-38
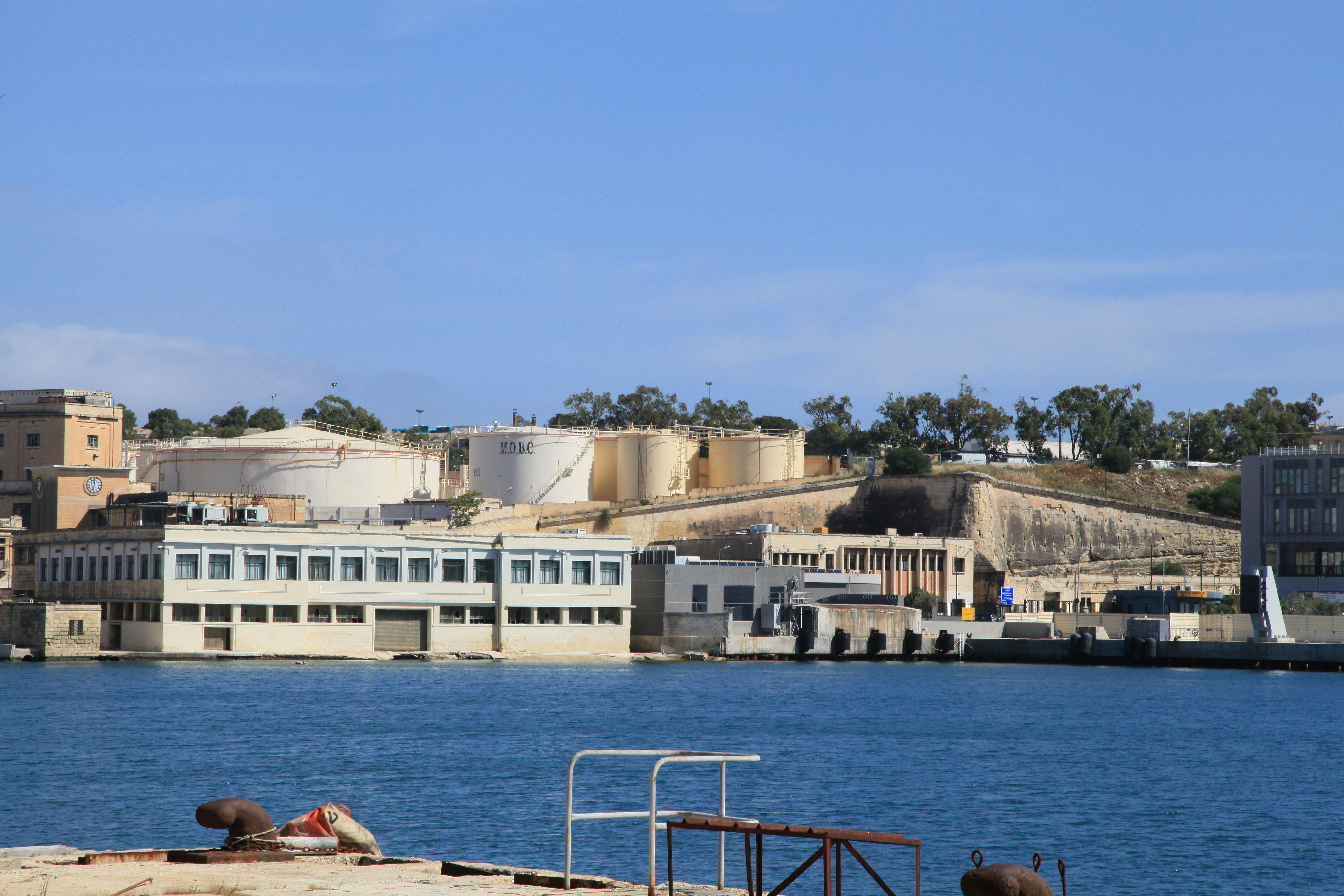
Edificio Sea Malta di Mortimer e de Giorgio Architetti, 1949
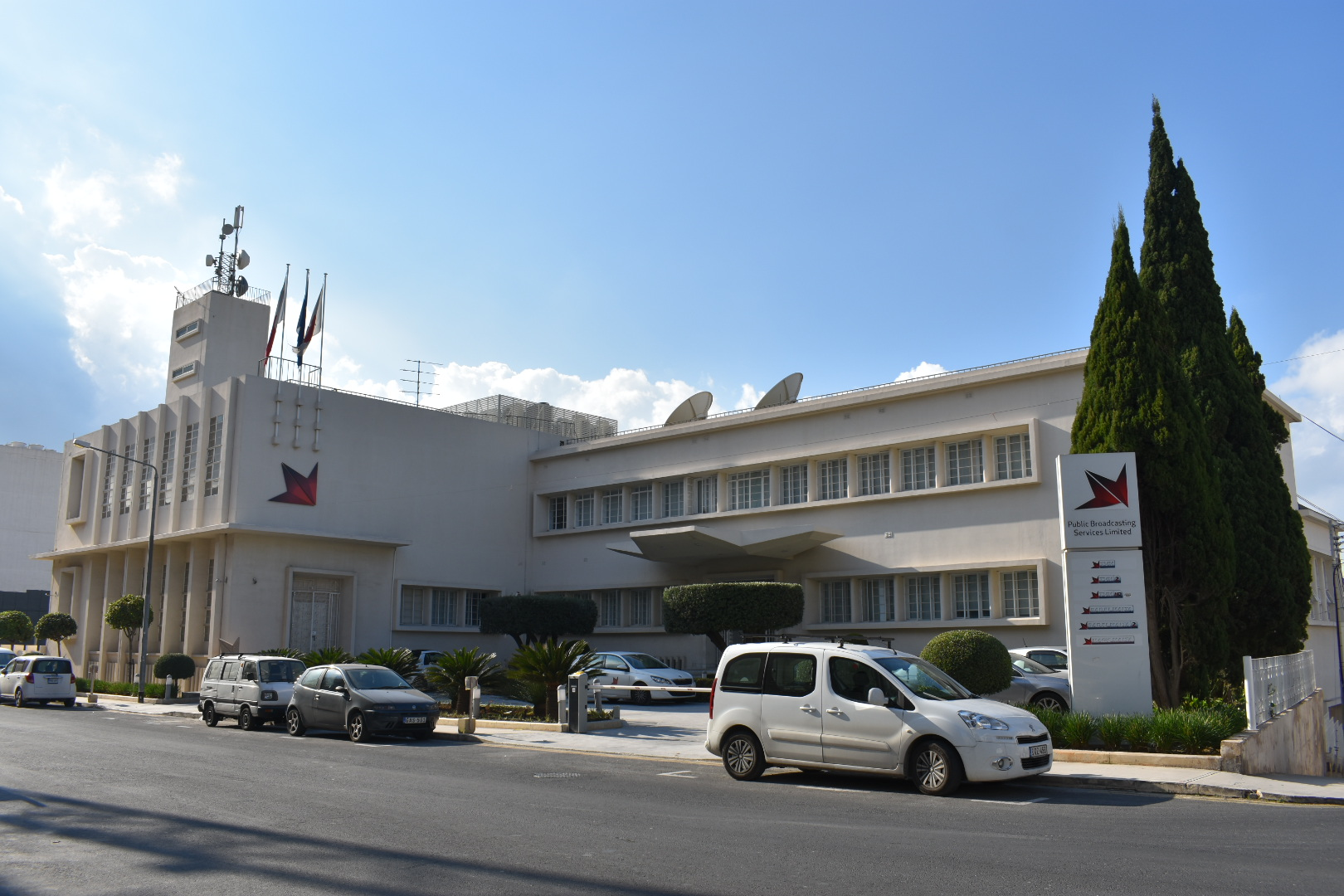
Casa della Ridiffusione di Carmelo Falzon, 1958
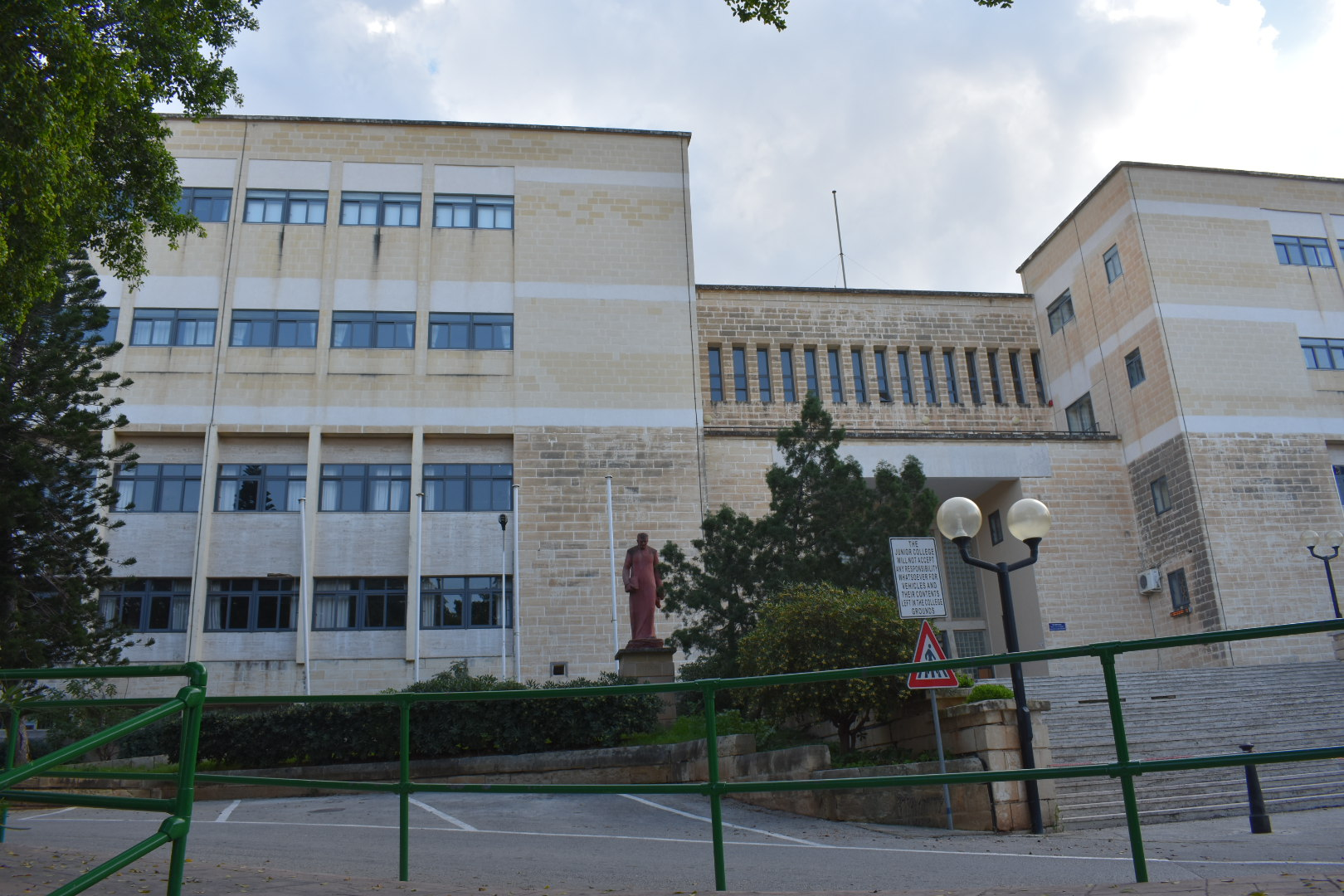
G. F. Abela Junior College di Victor Anastasi, 1962-66
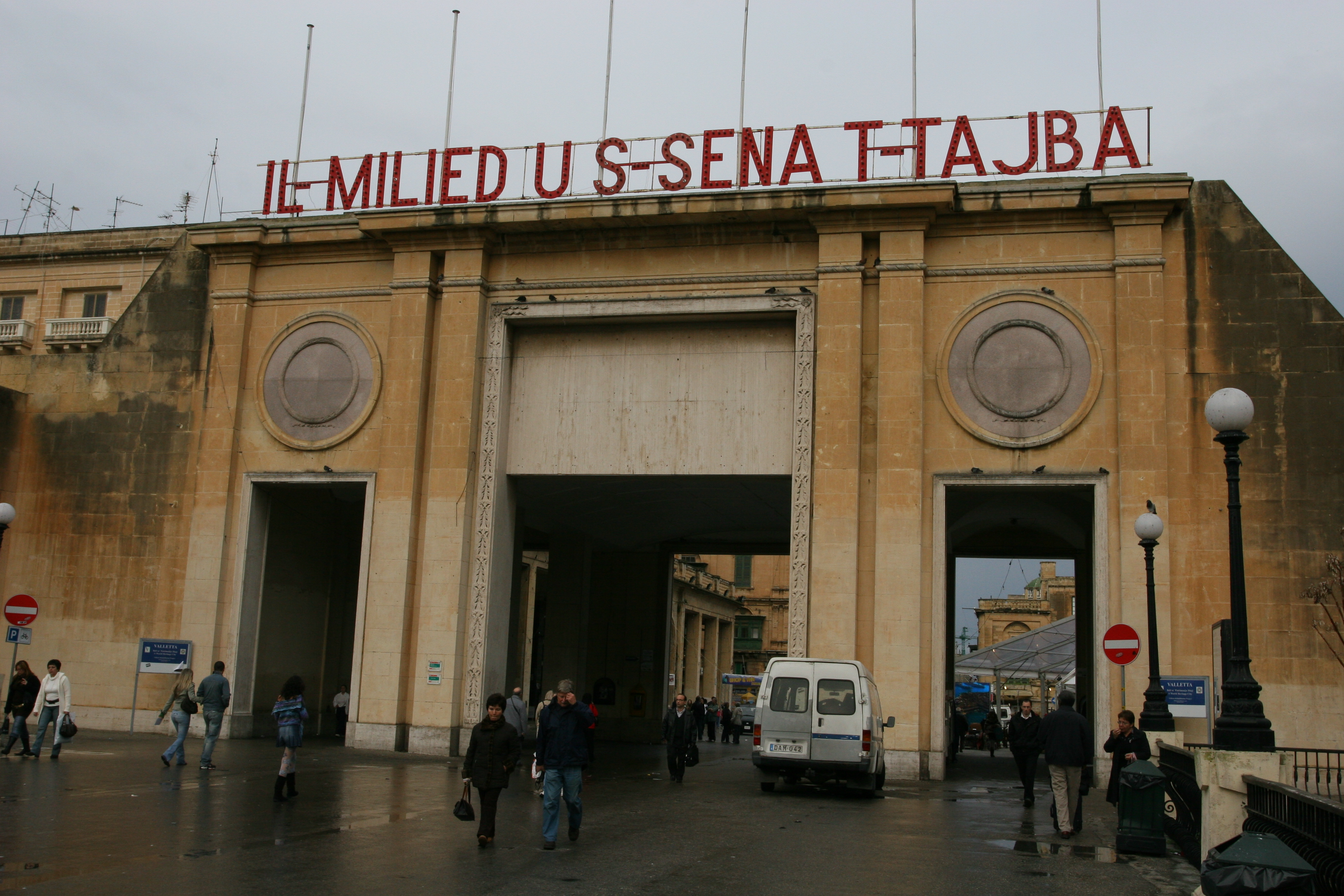
Quarta Porta di La Valletta di Alziro Bergonzo, 1964-65
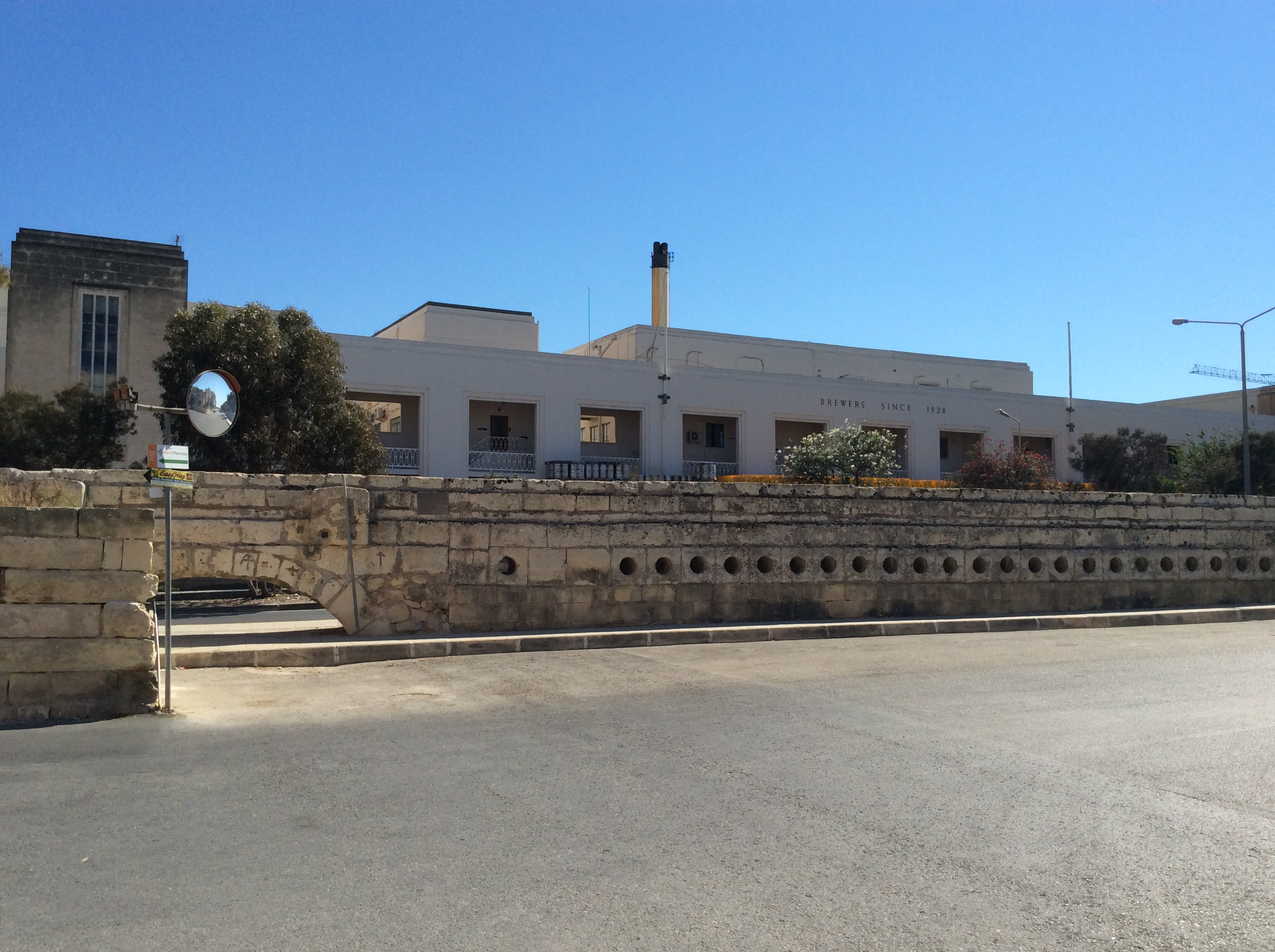
Birrificio Farsons di William B. Binneir e Lewis V. Farrugia

- Joseph G. Huntingford[17]

## Architettura contemporanea
- Barrakka Lift
- St James Cavalier Centre for Creativity - Architetto: Richard England
- DB House - Architetto: Forward Architects
- Bagni pubblici di Strait Street - Architetto: Chris Briffa Architects
- House of Four Winds (Bank of Valletta, Chairperson's Office) - Architetto: DeMicoli & Associates Architects
- Palazzo del Parlamento di Renzo Piano[18]

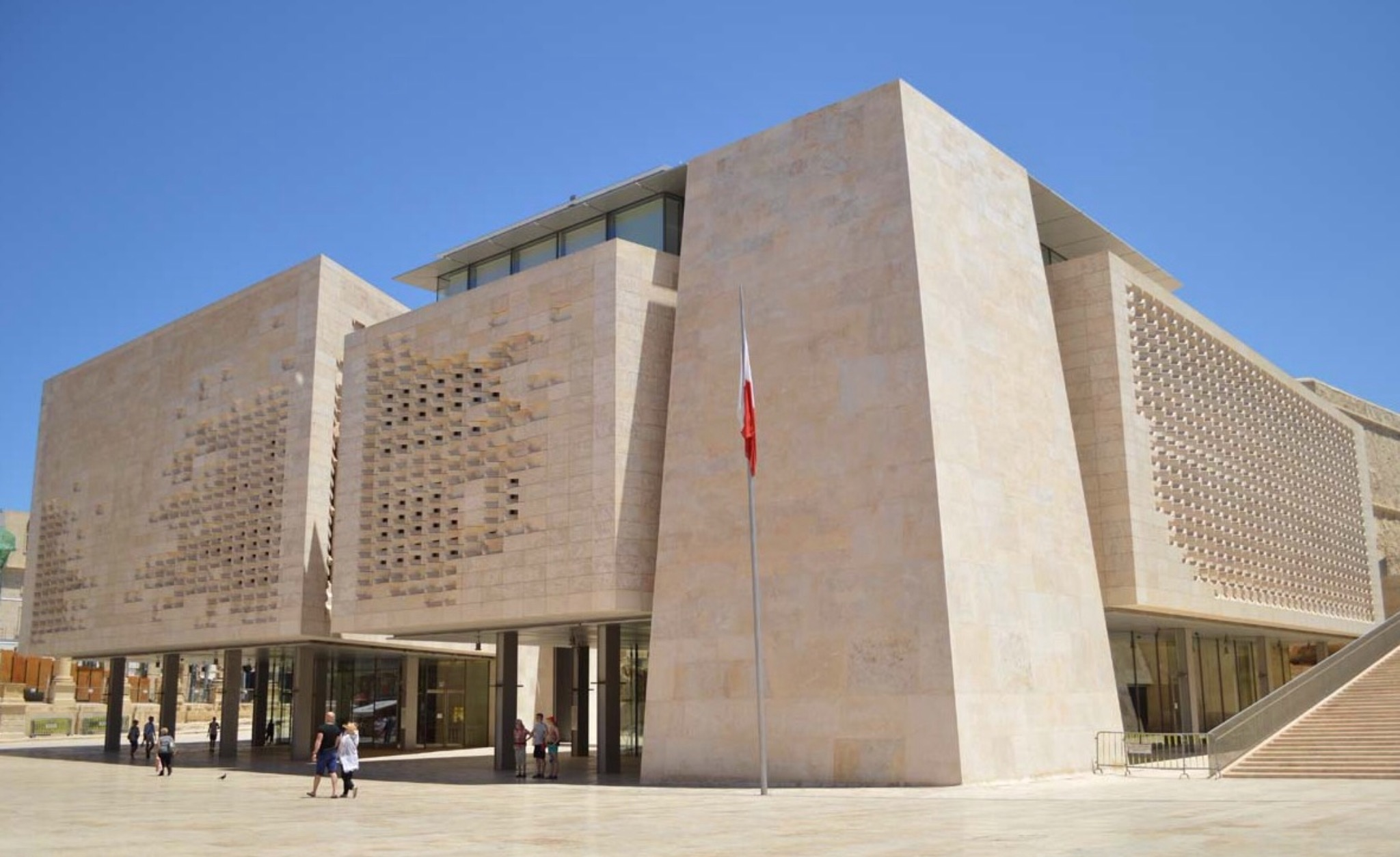
Palazzo del Parlamento (Malta) di Renzo Piano
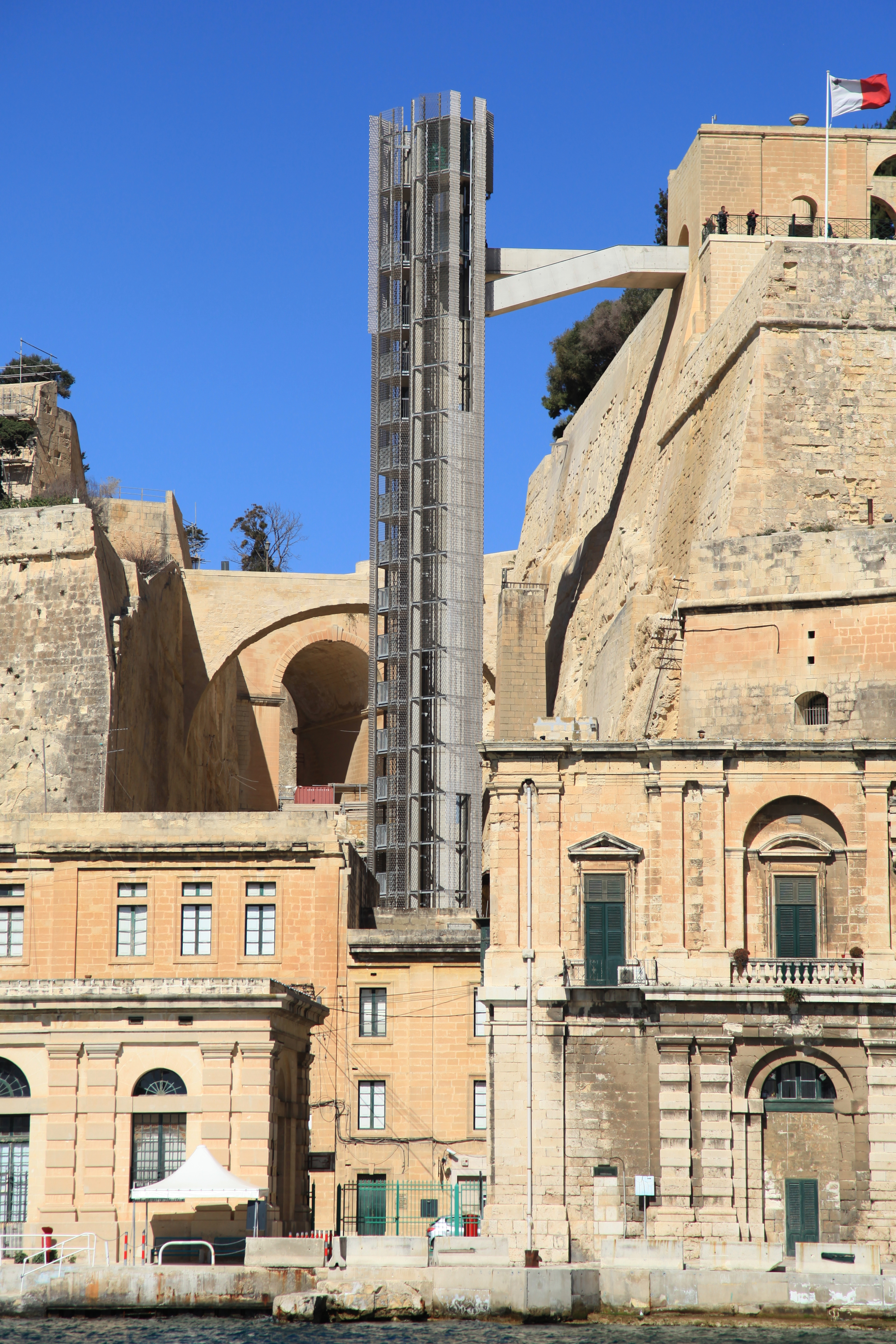
Ascensore Barrakka di Architecture Project Valletta
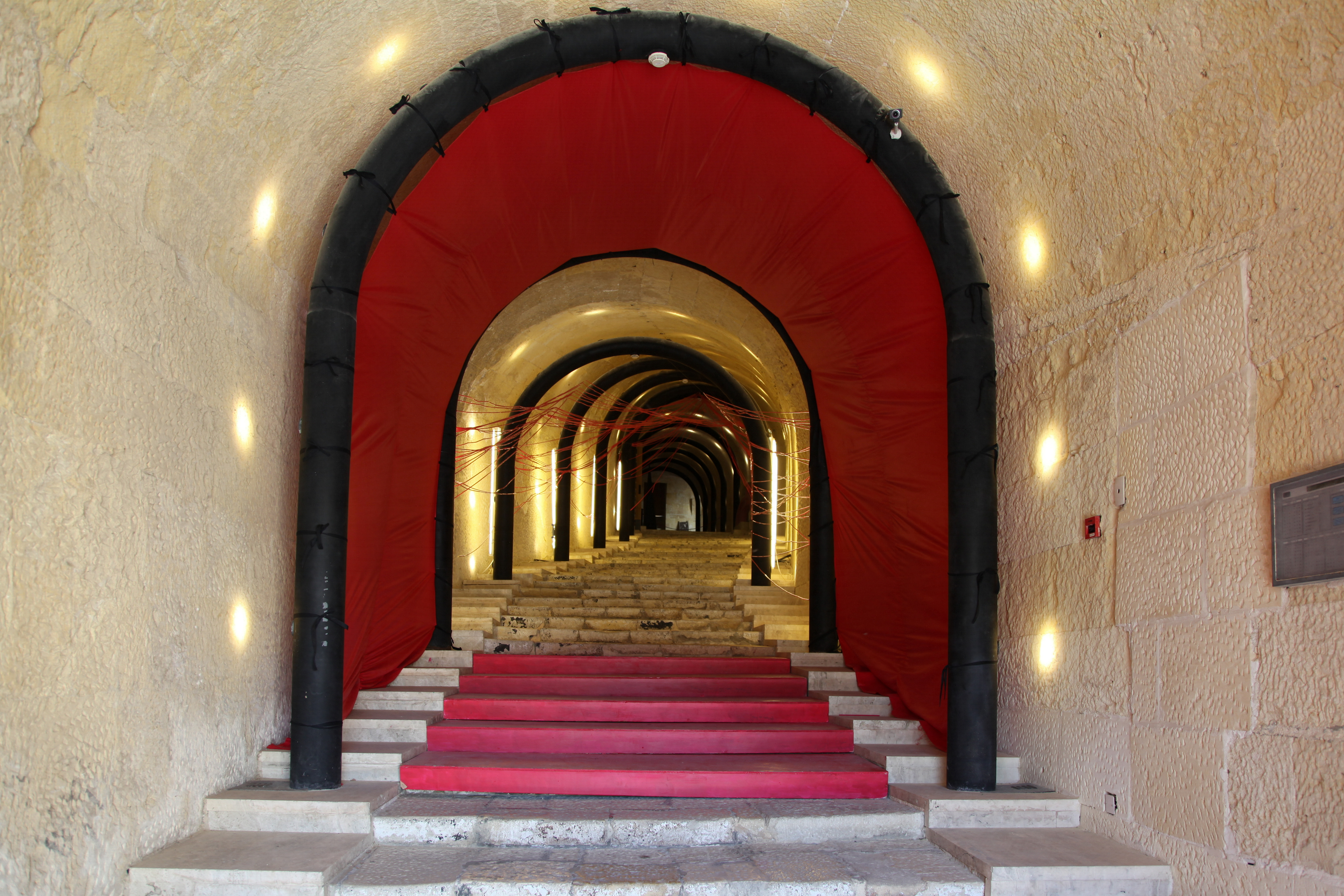
Saint James Cavalier Centre for Creativity di Richard England
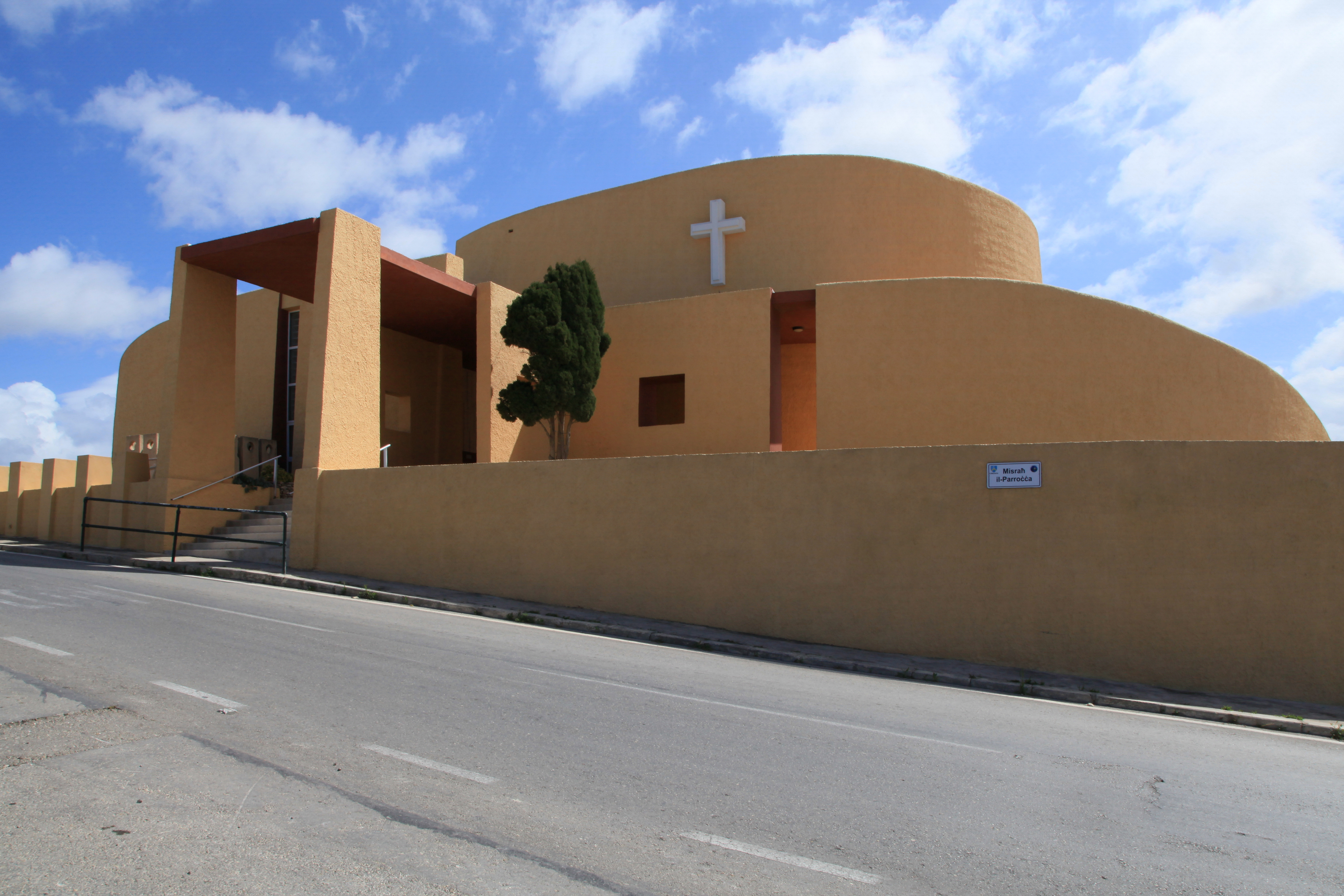
Chiesa Parrocchiale Manikata, di Richard England
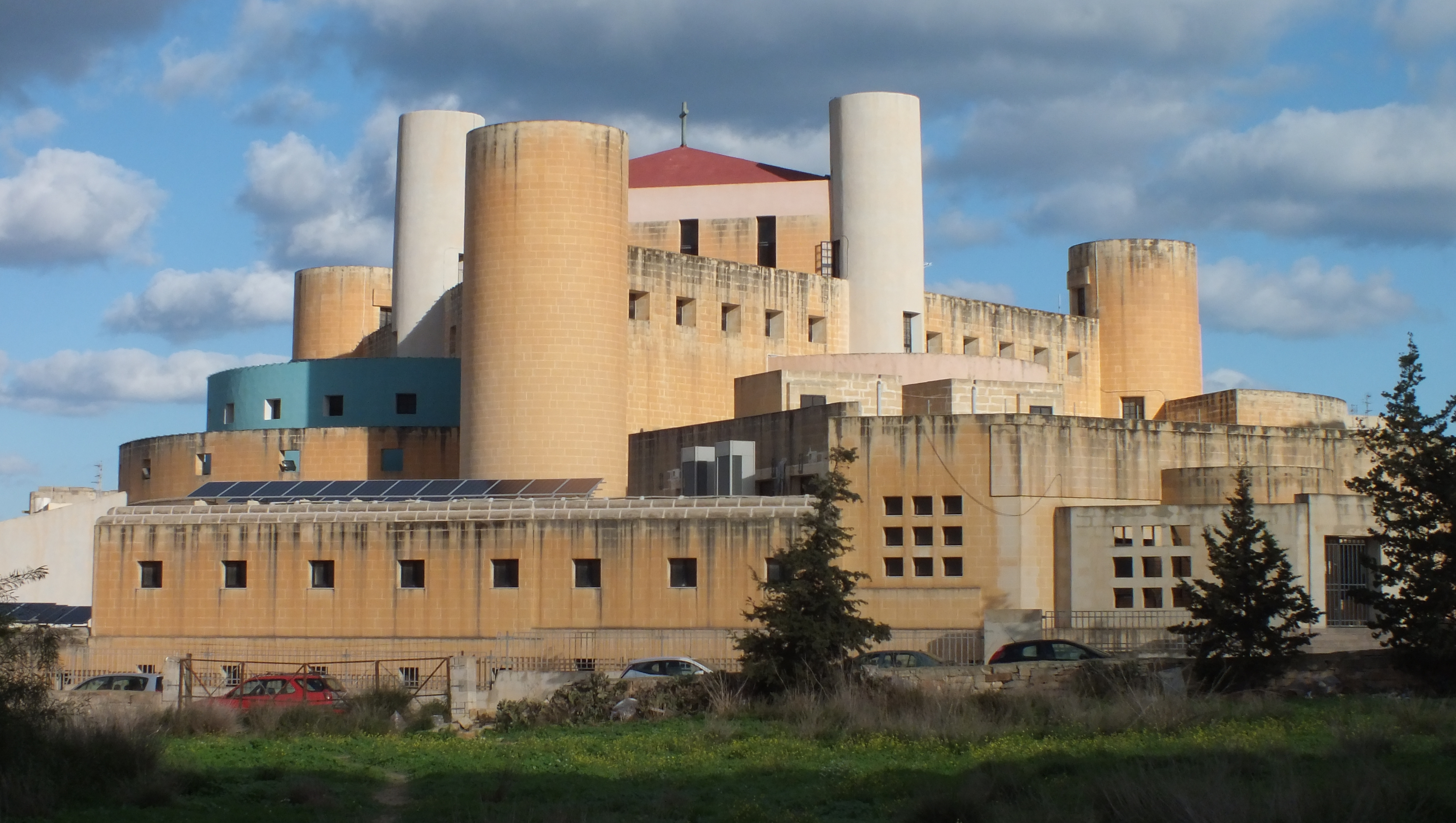
Chiesa di San Francesco d'Assisi a Qawra, di Richard England

## Architetti maltesi di spicco
- Giovanni Attard (1570 circa–1636)
- Giovanni Barbara (1642–1728)
- Andrea Belli (1703–1772)
- Giuseppe Bonavia (1821–1885)
- Giuseppe Bonici (1707–1779)
- Antonio Cachia (1739–1813)
- Domenico Cachia (1690 circa–1761)
- Michele Cachia (1760–1839)
- Girolamo Cassar (1520circa–1592circa)

- Vittorio Cassar (1550circa–1609circa)
- Cesar Castellani (morto nel 1905)
- Tommaso Dingli (1591–1666)
- Salvatore Ellul (1891-1961)
- Richard England (nato nel 1937)
- Antonio Falzon (XVI secolo)
- Lorenzo Gafà (1639–1703)
- Emanuele Luigi Galizia (1830–1907)
- Carlo Gimach (1651–1730)

- Giorgio Grognet de Vassé (1774–1862)
- Joseph G. Huntingford (1926–1994)
- Giuseppe Psaila (1891–1960)
- Giorgio Pullicino (1779–1851)
- Giorgio Costantino Schinas (1834–1894)
- Joseph M. Spiteri (1934–2013)
- Andrea Vassallo (1856–1928)
- Gustavo R. Vincenti (1888–1974)
- Francesco Zerafa (1679–1758)